# Palacio de la Aljafería
El palacio de la Aljafería (en árabe: قصر الجعفرية‎, romanizado: Qaṣr al-Jaʿfariyah, por derivación de uno de los nombres del rey que lo mandó construir, Abú Yaáfar al-Muqtádir) es un palacio fortificado construido en Zaragoza en la segunda mitad del siglo XI por iniciativa de al-Muqtadir como residencia de los reyes hudíes de Saraqusta. El nombre con el que se conoce al monumento proviene de la evolución fonética y lingüística de su pronombre Abú Ya’far, de Yafar vino al-Yafariyya, posteriormente Aljafaria y finalmente Jaferia o Aljafería (Expósito Sebastián, 33).
Este palacio de recreo (llamado entonces Qasr al-Surur o 'palacio de la Alegría') refleja el esplendor alcanzado por el reino taifa en el periodo de su máximo apogeo político y cultural.
Su importancia radica en que es el único testimonio conservado de un gran edificio del arte hispanomusulmán de la época de las taifas, de hecho esta arquitectura encuentra sus precedentes artísticos en los palacios sirio-omeyas del desierto, tipología típica de la primera mitad del siglo VIII, entre los cuales sobresalen el de Qasr al-Hayr al-Sharqi, Qusair Mushatta, Jirbat al-Mafyar, y de la primera etapa abasí, el castillo de Ujaydir (Expósito Sebastián, 34-35).
De modo que, si se conserva un magnífico ejemplo del califato de Córdoba, su mezquita (siglo X), y otro del canto de cisne de la cultura islámica en al-Ándalus, del siglo XIV, la Alhambra de Granada, se debe incluir en la tríada de la arquitectura hispanomusulmana el palacio de la Aljafería de Zaragoza (siglo XI) como muestra de las realizaciones del arte taifa, época intermedia de reinos independientes anterior a la llegada de los almorávides. Los «restos mudéjares del palacio de la Aljafería» fueron declarados individualmente Patrimonio de la Humanidad por la Unesco en 1986 como parte del conjunto «Arquitectura mudéjar de Aragón».
La fecha de construcción de este complejo arquitectónico se corresponde con el siglo XI, concretamente entre 1065 y 1081; ya que en algunos de los capiteles se puede observar una inscripción en la que figura al-Muqtadir como el vencedor, título que no fue adoptado por el monarca hasta 1065 tras la toma de Barbastro (Beltrán Martínez, 50-51).
La planta de la construcción islámica era un recinto fortificado y reforzado por dieciséis torreones semicirculares, con planta rectangular. Este carácter de fortificación no solo sirvió como defensa, sino también para configurar dos mundos claramente diferenciados: el exterior profano y humilde, y el interior culto y delicado.
Las soluciones adoptadas en la ornamentación del palacio de la Aljafería, como la utilización de arcos mixtilíneos y de los salmeres en «S», la extensión del ataurique calado en grandes superficies o la esquematización y abstracción progresiva de las yeserías de carácter vegetal, influyeron decisivamente en el arte almorávide y almohade tanto del Magreb como de la península ibérica. Asimismo, la transición de la decoración hacia motivos más geométricos está en la base del arte nazarí.
Tras la conquista de Zaragoza en 1118 por Alfonso I el Batallador pasó a ser residencia de los reyes cristianos de Aragón, con lo que la Aljafería se convirtió en el principal foco difusor del mudéjar aragonés. Fue utilizada como residencia regia por Pedro IV el Ceremonioso (1319-1387) y posteriormente, en la planta principal, se llevó a cabo la reforma que convirtió estas estancias en palacio de los Reyes Católicos en 1492. En 1593 experimentó otra reforma que la convertiría en fortaleza militar, primero según diseños renacentistas (que hoy se pueden observar en su entorno, foso y jardines) y más tarde como acuartelamiento de regimientos militares. Sufrió reformas continuas y grandes desperfectos, sobre todo con los Sitios de Zaragoza de la Guerra de la Independencia hasta que finalmente fue restaurada en la segunda mitad del siglo XX y actualmente acoge las Cortes de Aragón.
En su origen, la construcción se hizo extramuros de la muralla romana, en el llano de la saría o lugar donde los musulmanes desarrollaban los alardes militares conocido como La Almozara. Además, esta tenía la condición de construcción recreativa del monarca, por lo que no tenía la necesidad de encontrarse dentro de las murallas de la ciudad. El propio mismo lo apodó “El palacio de la alegría” en algunos de sus poemas.
Con la expansión urbana a través de los años, el edificio ha quedado dentro de la ciudad. Se ha podido respetar a su alrededor un pequeño entorno ajardinado.

## La torre del Trovador

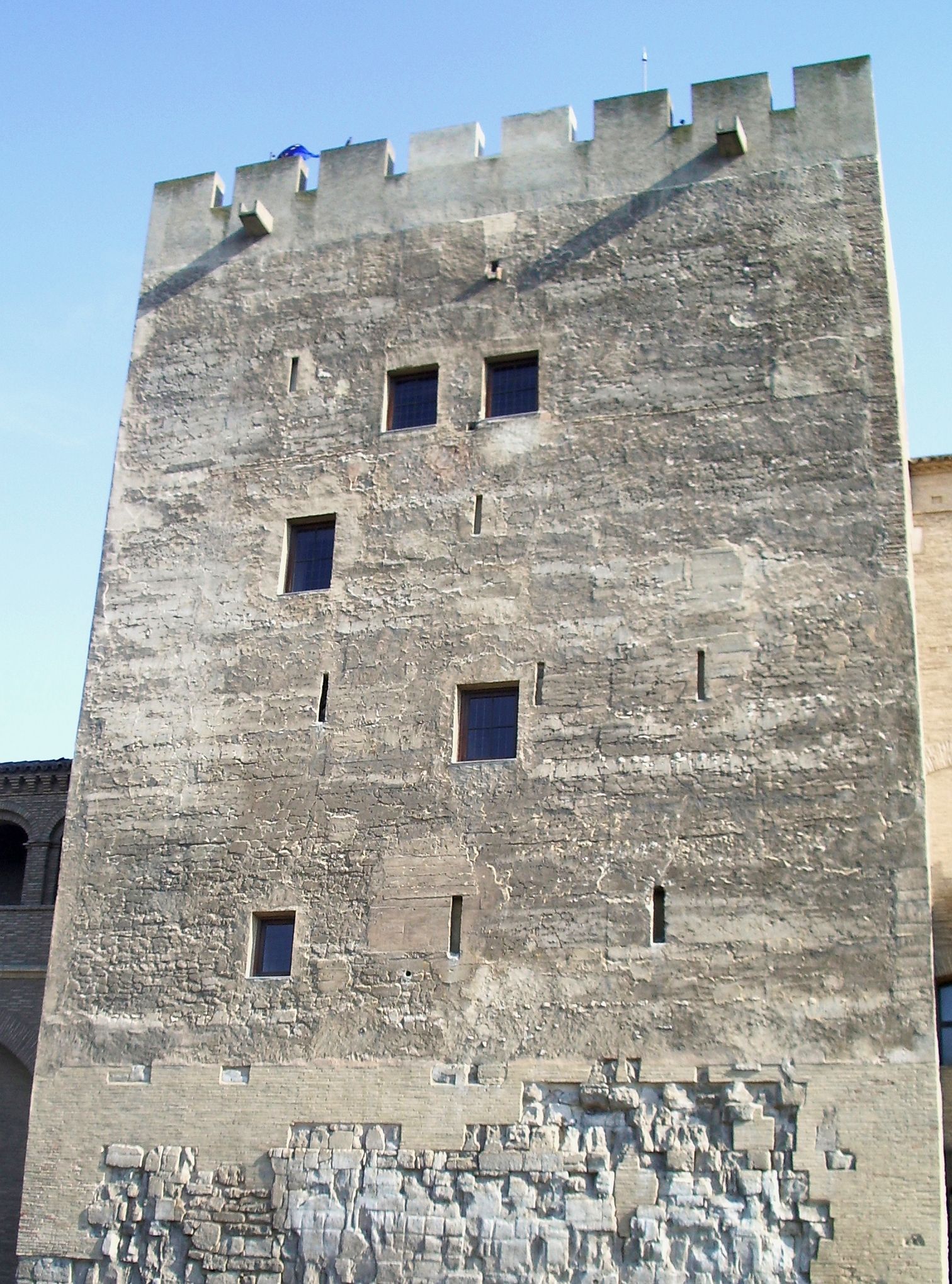
Torre del Trovador.

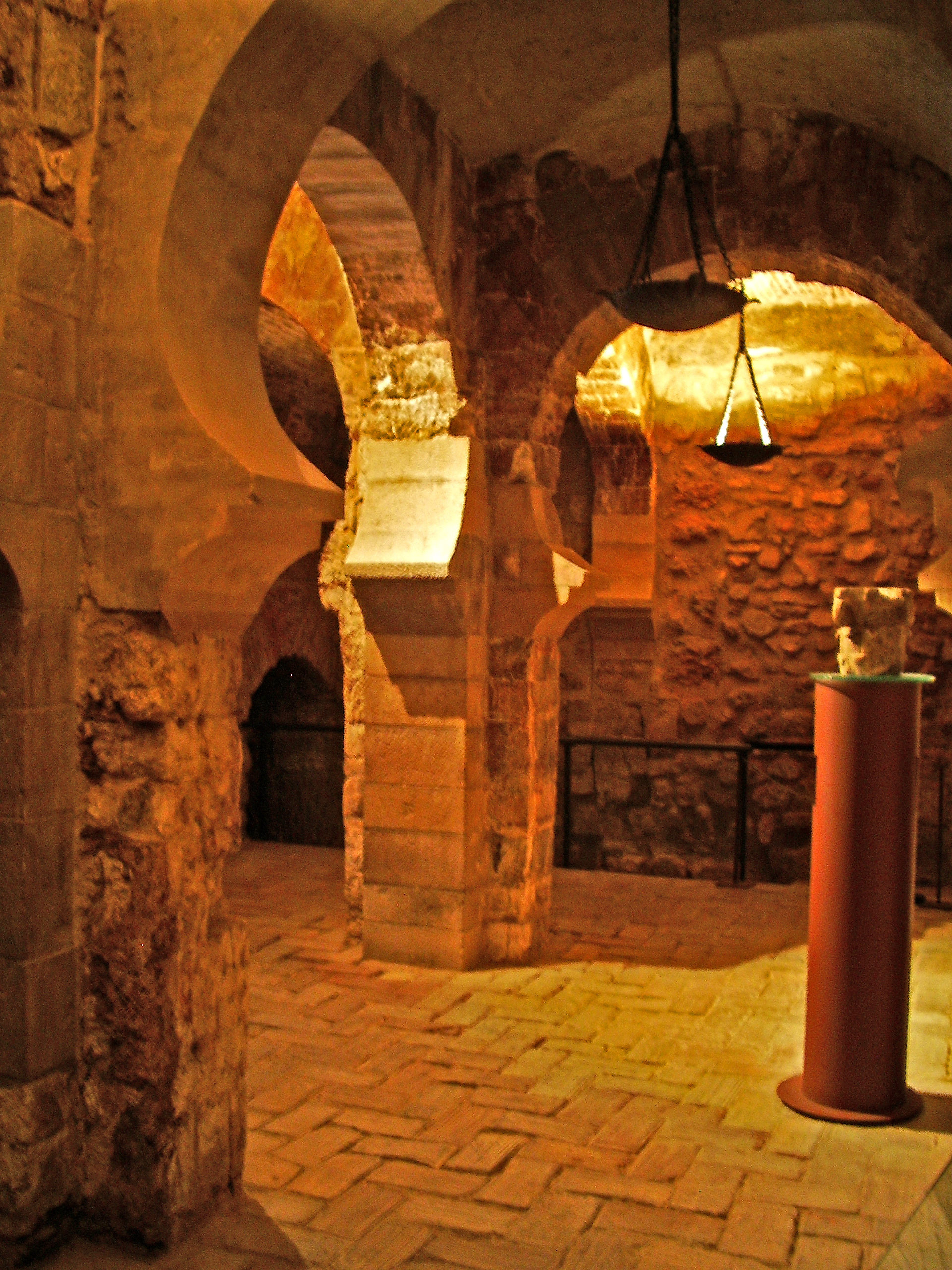
Primera planta. Se aprecian los arcos de herradura del o X.

La edificación más antigua de la Aljafería es la llamada «torre del Trovador», que recibió este nombre a partir del drama romántico de Antonio García Gutiérrez, El trovador, de 1836. Este drama fue convertido en libreto para la ópera de Giuseppe Verdi Il trovatore, de 1853.
La torre tiene su acceso principal por un pequeño patio clausurado por el lado este de la denominada «sala de los mármoles», el Norte de la mezquita y construcciones anexas, de la cual destacan algunos elementos renacentistas, como un vano; o góticos. Este conjunto ha sido uniformado mediante la disposición de galerías de arquillos aragoneses de medio punto, superpuestas, y la parte colindante de la iglesia de San Martín. (Beltrán, A. (1970). La Aljafería. Ayuntamiento de Zaragoza).
Se trata de una torre defensiva, de planta cuadrangular y cinco pisos que data de finales del siglo IX (según Bernabé Cabañero Subiza, de la segunda mitad del siglo X), en el periodo gobernado por el primer Tuyibí, Muhammad Alanqar, que fue nombrado por Muhammad I, emir independiente de Córdoba. La torre mantiene vestigios del arranque de los gruesos muros de aparejo de sillería de alabastro en su parte inferior, midiendo estos 234567865432342457437856m de ancho, y continuaba con otros de encofrado de hormigón simple de yeso y cal, algo más delgados al ganar en altura, disminuyendo su grosor hasta los 1,10m.
La torre fue reconstruida después de que un incendio la calcinase en el 1039, año en el que los Beni Hud de Lérida tomaron la ciudad de Zaragoza, estableciendo en ella la capital de su reino. Se sabe, gracias a esto y a los documentos que confirman la existencia de un foso en torno a la torre, que esta se trataba de una construcción rectangular exenta; y que será a partir de la ordenanza de Almoctadir, que en torno a esta se construya la “casa del regocijo”. (Beltrán, A. (1970). La Aljafería. Ayuntamiento de Zaragoza).
El acceso primigenio a la torre se encontraba en una puerta situada en altura, debido a la función del edificio, accediendo a esta a través de una escalerilla. Se trata de una puerta ubicada bajo un arco de herradura con dintel partido, de ascendencia cordobesa. De esta partía un pasillo de sillares de alabastro, encontrándose a la derecha, el acceso a las escaleras de la torre, mientras que al fondo de este se accedía a otra estancia. (Beltrán, A. (1970). La Aljafería. Ayuntamiento de Zaragoza).
El exterior no refleja la división en cinco pisos interna y aparece como un enorme prisma macizo apenas roto por vanos en aspillera. El ingreso al interior se efectuaba a través de una pequeña puerta en altura a la que solo se podría acceder mediante una escala portátil. Su función inicial, era, por todos estos indicios, eminentemente militar.
La primera planta conserva la estructura constructiva del siglo IX, que alberga dos naves y seis tramos separados mediante dos pilares cruciformes de los que parten arcos de herradura rebajados. Sus muros son de mampostería en la parte interior y sillares en la exterior. A la izquierda de la puerta de acceso, se encuentra un pasillo que conduce a un pozo, de cinco metros de diámetro, dotado de una escalera circular que permite acceder al fondo de este(Beltrán, A. (1970). La Aljafería. Ayuntamiento de Zaragoza).
En general y a pesar de su sencillez, conforman una estancia equilibrada, que ritma el techo al modo de las mezquitas califales y que pudo ser utilizada como baños.
La segunda planta, a la cual se accede a través de una escalera en la cual se observan las marcas del incendio de 1039; se encuentra inserta en el muro y cubierta por bóvedas de cañón(Beltrán, A. (1970). La Aljafería. Ayuntamiento de Zaragoza), repite el mismo esquema espacial de la anterior, y se observan restos de fábrica musulmana del siglo XI en los lienzos de ladrillo, lo que indica que ya la segunda planta fue reconstruida posiblemente a la vez que el palacio en época de Al-Muqtadir. Construida en ladrillo, salvo una pequeña zona hecha en piedra, para enlucir; destacan sus arcos de rebajados (Beltrán, A. (1970). La Aljafería. Ayuntamiento de Zaragoza).
En el piso tercero, cuya estructura también sería del siglo XI, con arcos también de herradura, aparecen pintados en el techo motivos geométricos mudéjares donde se pueden leer los nombres de Eneas, Amor y Venus, y que datan, posiblemente, del siglo XIV. Este piso es el más ecléctico de todos, puesto que se pueden observar elementos de tres estilos diferentes. La planta se organiza en torno a una sala central, a cuyos lados se disponen, además de la escalera de acceso, una serie de estancias. Los elementos arquitectónicos que en esta se pueden observar, en orden cronológico son, arcos de herradura, arcos de medio punto y arcos apuntados; además, con ayuda de algunas intervenciones, se han conservado una serie de inscripciones sobre algunos de los arcos donde se puede leer “El Imperio es de Allah”. (Beltrán, A. (1970). La Aljafería. Ayuntamiento de Zaragoza).
Algo similar ocurre con el aspecto de las dos últimas plantas, de factura mudéjar, y cuya construcción se debería a la edificación del palacio de Pedro IV anexo, que está comunicado con la torre del trovador gracias a un corredor, y se configuraría así como torre del homenaje. Los arcos de estas plantas ya reflejan su estructura cristiana, pues son arcos ligeramente apuntados, y soportan techumbres no abovedadas, sino estructuras planas en madera.
Su función en los siglos IX y X era la de torre vigía y bastión defensivo. Estaba rodeada por un foso. Fue integrada después por los Banu Hud en la construcción del castillo-palacio de la Aljafería, constituyéndose en una de las torres del entramado defensivo del lienzo norte exterior. A partir de la conquista cristiana en 1118, siguió usándose como torre del homenaje y en 1486 se convirtió en calabozo de la Inquisición. Como torre-prisión se usó también en los siglos XVIII y XIX, como demuestran los numerosos graffiti inscritos allí por los reos.

## El palacio taifa

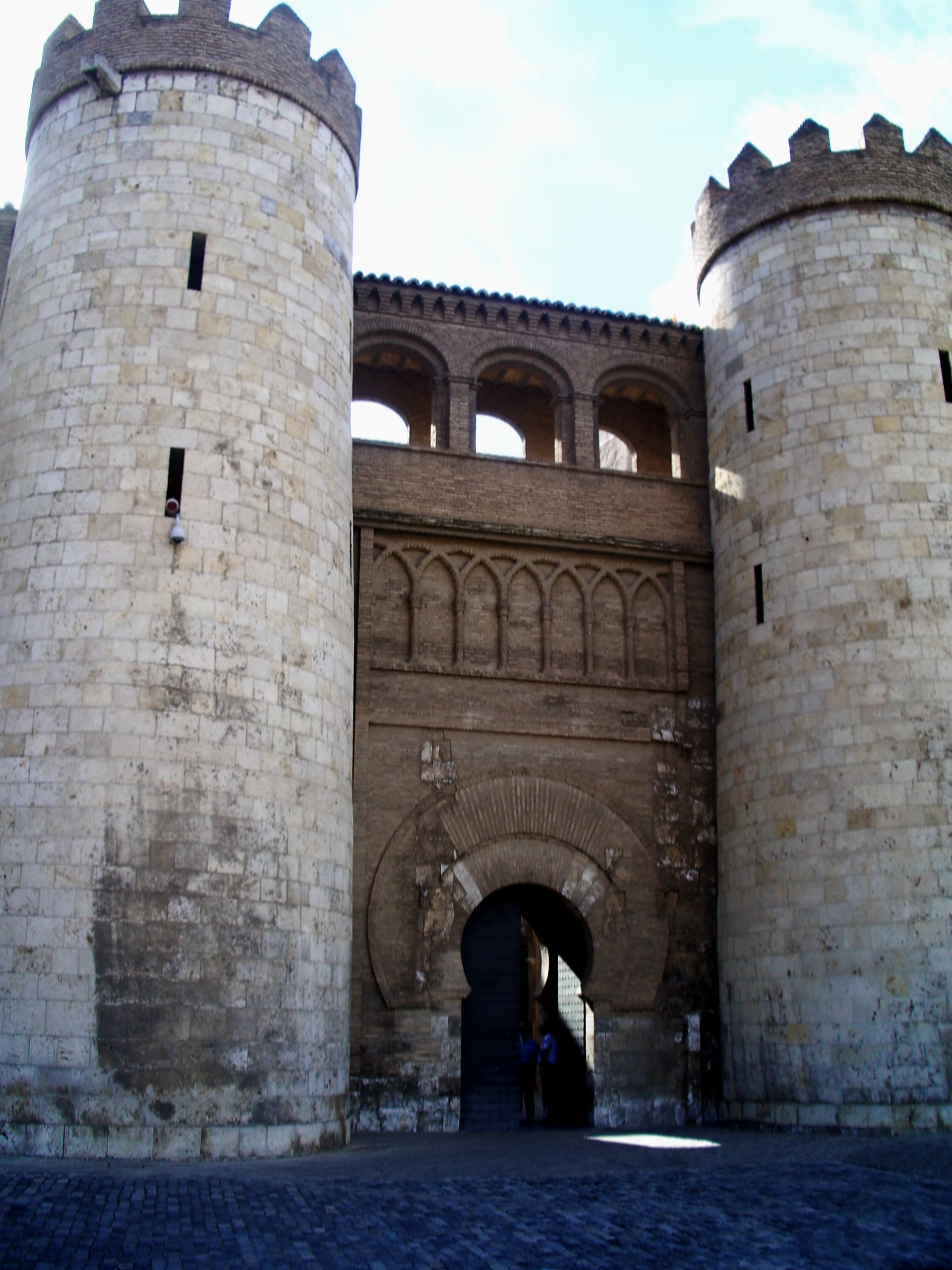
Portada de acceso al Palacio de la Aljafería.

La construcción del palacio —en su mayor parte realizada entre 1065 y 1081— fue ordenada por Abú Ya'far Ahmad ibn Sulaymán al-Muqtadir Billah, conocido por su título honorífico de Al-Muqtadir ('el Poderoso'), segundo monarca de la dinastía de los Banu Hud, como símbolo del poder alcanzado por la Taifa de Zaragoza en la segunda mitad del siglo XI. El rey en persona llamó a su palacio Qasr al-Surur ('Palacio de la Alegría') y a la sala del trono que él presidía en recepciones y embajadas, Maylis al-Dahab ('Salón Dorado') como se atestigua en los siguientes versos del propio monarca:

¡Oh Palacio de la Alegría!, ¡Oh Salón Dorado!

Gracias a vosotros llegué al colmo de mis deseos.

Y aunque en mi reino no tuviera otra cosa,

para mí sois todo lo que pudiera anhelar.

El nombre de Aljafería se documenta por primera vez en un texto de Al-Yazzar as-Saraqusti (activo entre 1085 y 1100) —que transmite además el nombre del arquitecto del palacio taifal, el eslavo Al-Halifa Zuhayr— y otro de Ibn Idari de 1109, como derivación del prenombre de Al-Muqtadir, Abu Ya'far, y de «Ya'far», «Al-Yafariyya», que evolucionó a «Aliafaria» y de ahí a «Aljafería».
Al tratarse de un edificio de gran eclecticismo, ha sido necesario por parte de los historiadores, recurrir a documentación que en su gran parte ha sido poco explícita, pero que ha podido arrojar un poco más de certeza sobre algunos matices. Cierto es que la investigación planimétrica no ha podido extenderse más allá de 1593, primer año del que se conservan planos de gran fiabilidad. Lo que si se sabe es que el Palacio Taifal perdió estima tras la toma cristiana, siendo destacadas por estos nuevos gobernantes, la Sala de los Mármoles y el Salón Dorado (Beltrán, A. (1970). La Aljafería. Ayuntamiento de Zaragoza).
La disposición general del conjunto del palacio adopta el arquetipo de los castillos omeyas del desierto de Siria y Jordania de la primera mitad del siglo VIII, (como el de Qasr al-Hayr al-Sharqi, Qusair Mushatta, Jirbat al-Mafyar y, ya de la primera etapa abbasí, el palacio de Ujaidir) que eran de planta cuadrada y torreones ultrasemicirculares en los paños, con un espacio central tripartito, que deja tres espacios rectangulares de los que el central aloja un patio con albercas y, en los extremos septentrional y meridional del mismo, los salones palaciegos y las dependencias de la vida cotidiana.

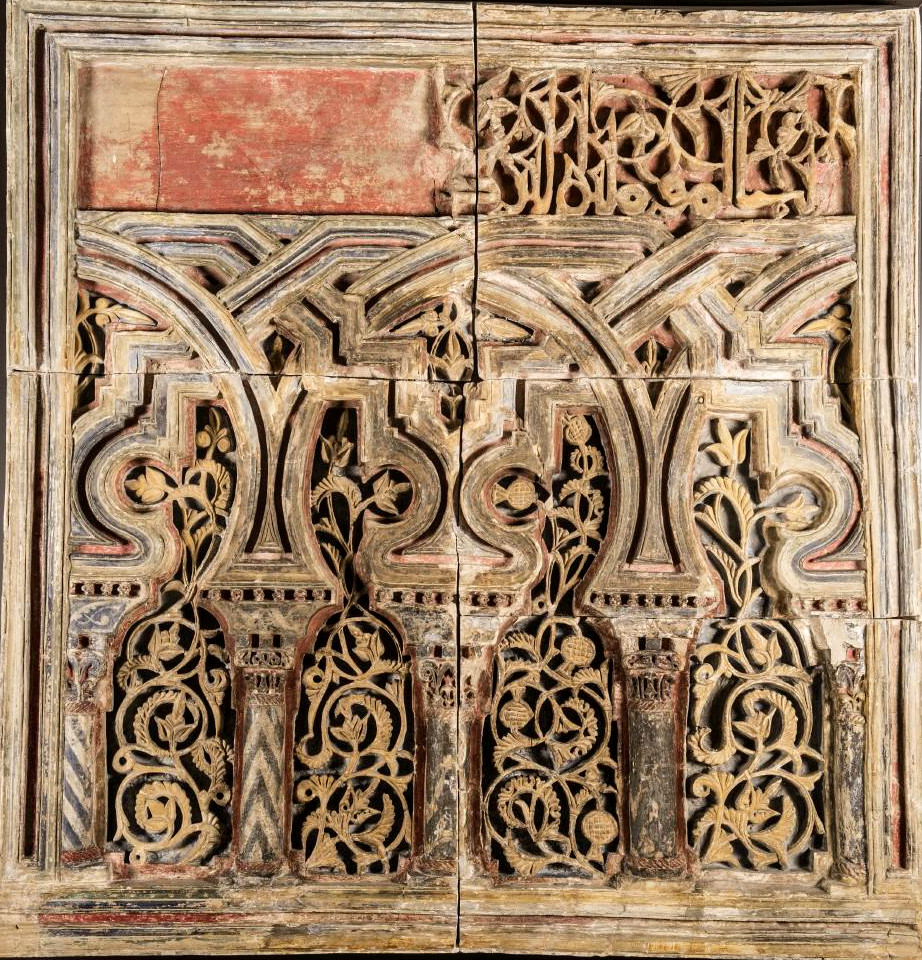
Friso del Salón Dorado de la Aljafería, que conserva restos de policromía..

En la Aljafería se rinde homenaje a este modelo de castillo-palacio, cuya zona noble está situada en el segmento central de su planta cuadrada, si bien el alineamiento de los lados de esa planta es irregular. Es el rectángulo central el que acoge las dependencias palaciegas, organizado en torno a un patio con aljibes frente a los pórticos norte y sur al que vierten las estancias y salones reales.
En los extremos norte y sur se sitúan los pórticos y dependencias de habitación, y en el caso de la Aljafería, el más importante de estos sectores es el norte, que en origen estaba dotado de una segunda planta y poseía mayor profundidad, además de ser antecedido por un testero de columnas abierto y profusamente decorado, que se extendía en dos brazos mediante dos pabellones a sus flancos y que servía de pórtico teatral al salón del trono (el salón dorado de los versos de Al-Muqtadir) situado al fondo. Se producía con ello un juego de alturas y de diversos volúmenes cúbicos que comenzaban por los corredores perpendiculares de los extremos, se resaltaba con la presencia de la altura de la segunda planta y finalizaba con la torre del trovador que ofrecía su volumen al fondo a la mirada de un espectador situado en el patio. Todo ello, reflejado además en el aljibe, realzaba la zona regia, lo que se corrobora por la presencia en el extremo oriental del testero norte de una pequeña mezquita privada con mihrab.
En el centro del muro norte del interior del Salón Dorado había un arco ciego —donde se situaba el rey— en cuya rosca se disponía una trama geométrica muy tradicional imitando la celosía de la fachada del mihrab de la Mezquita de Córdoba, edificio al que se buscaba emular. De este modo, desde el patio, aparecía semioculto por las tramas de columnas tanto de la arquería de acceso al Salón Dorado, como de las del pórtico inmediato, que daban un aspecto de celosía, una ilusión de profundidad, que admiraba al visitante y prestaba esplendor a la figura del monarca. 

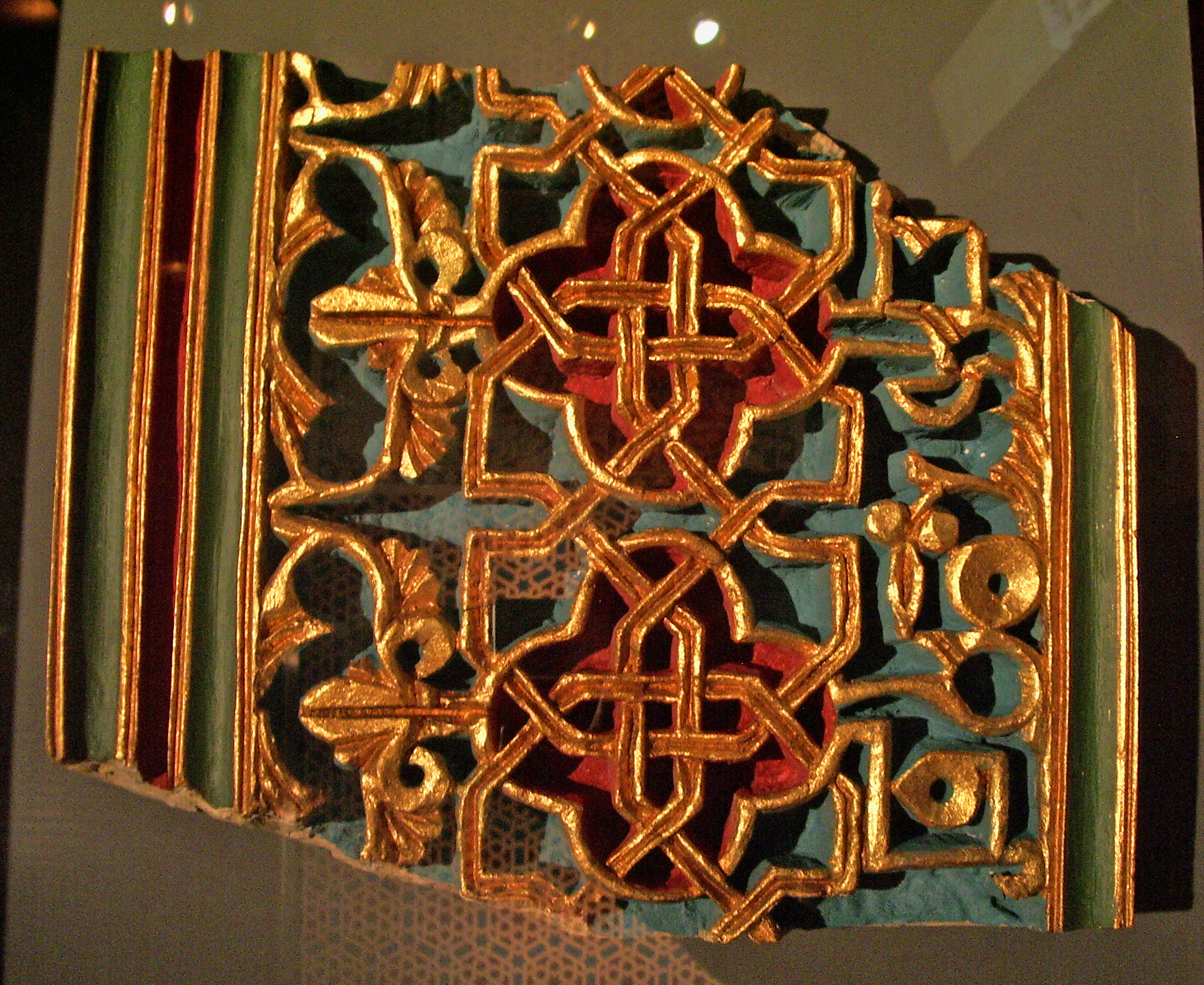
Reconstrucción de la policromía de un panel de decoración geométrica de yeserías.

Para recordar el aspecto del palacio a fines del siglo XI hay que imaginarse que todos los relieves vegetales, geométricos y epigráficos estaban policromados en tonos en los que predominaba el rojo y el azul para los fondos y el dorado para los relieves, que, junto con los zócalos en alabastro con decoración epigráfica y las solerías de mármol blanco, daba al conjunto un aspecto de gran magnificencia.
Los diversos avatares sufridos por la Aljafería, han hecho desaparecer de esta disposición del siglo XI gran parte de los estucos que componían la decoración y, con la construcción del palacio de los Reyes Católicos en 1492, toda la segunda planta, que rompió los remates de los arcos taifales. En la restauración actual, se observan en color más oscuro los atauriques originales y en acabados blancos y lisos la reconstrucción de enlucido de la decoración los arcos, cuya estructura, eso sí, permanece indemne.
La decoración de las paredes del Salón Dorado ha desaparecido en su mayor parte, aunque se conservan restos de su ornato en el Museo de Zaragoza y en el Museo Arqueológico Nacional de Madrid. Francisco Íñiguez inició su restauración, reponiendo las decoraciones que existían en sus lugares de origen y extrayendo vaciados completos de las arquerías del pórtico sur.
Estas fueron las funciones y aspecto del palacio hudí del siglo XI. A continuación se detallan las partes más importantes del edificio tal y como se encuentran en la actualidad.

### Estancias del lado norte

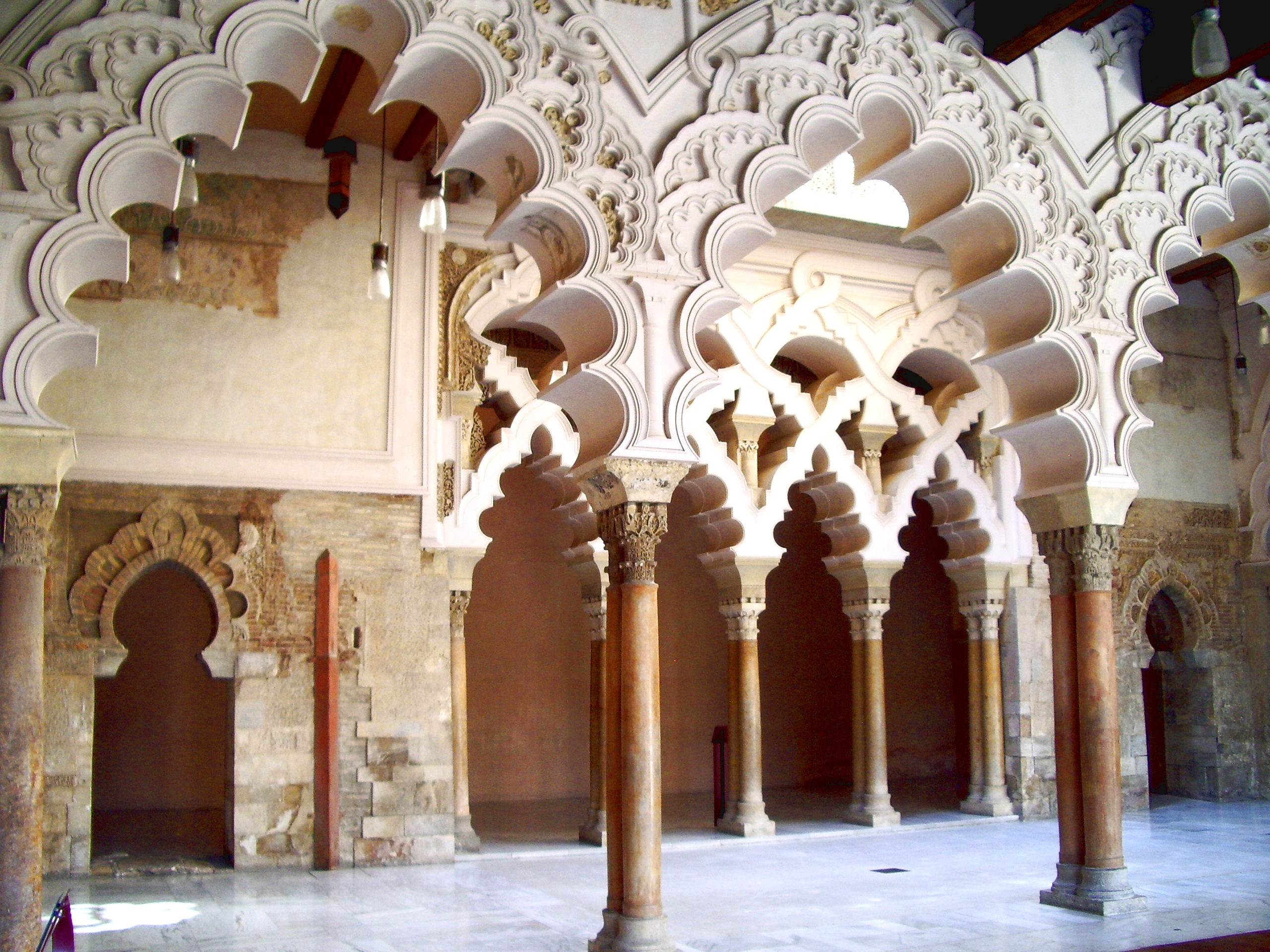
Estancias del testero norte, con el triple acceso al Salón Dorado.

En el testero norte se edifica el conjunto más importante de dependencias del palacio de época hudí, pues incluye el Salón del Trono o Salón Dorado y la pequeña mezquita privada, situada en el costado oriental del pórtico de acceso que sirve de antesala al oratorio. En su interior aloja un mihrab en el ángulo suroriental, cuyo nicho, por tanto, se orienta en dirección a la Meca, como ocurre en todas las mezquitas excepto en la de Córdoba.
Los suelos de las estancias regias eran de mármol y las recorría un zócalo de alabastro. Los capiteles eran de alabastro, excepto algunos de mármol reaprovechados de época califal. Circundaba estas salas una banda de decoración epigráfica con caracteres cúficos que reproducían suras coránicas que aludían al significado simbólico de la ornamentación. Las suras que corresponden a estas inscripciones han podido ser deducidas de los fragmentos supervivientes.
En dos de estos relieves caligráficos puede encontrarse el nombre de Al-Muqtadir, por lo que se ha datado la construcción del palacio, al menos en una primera fase, entre 1065 y 1080. Uno de ellos dice textualmente «Esto [la Aljafería] lo mandó hacer Ahmed al-Muqtadir Billáh».

#### El Salón Dorado

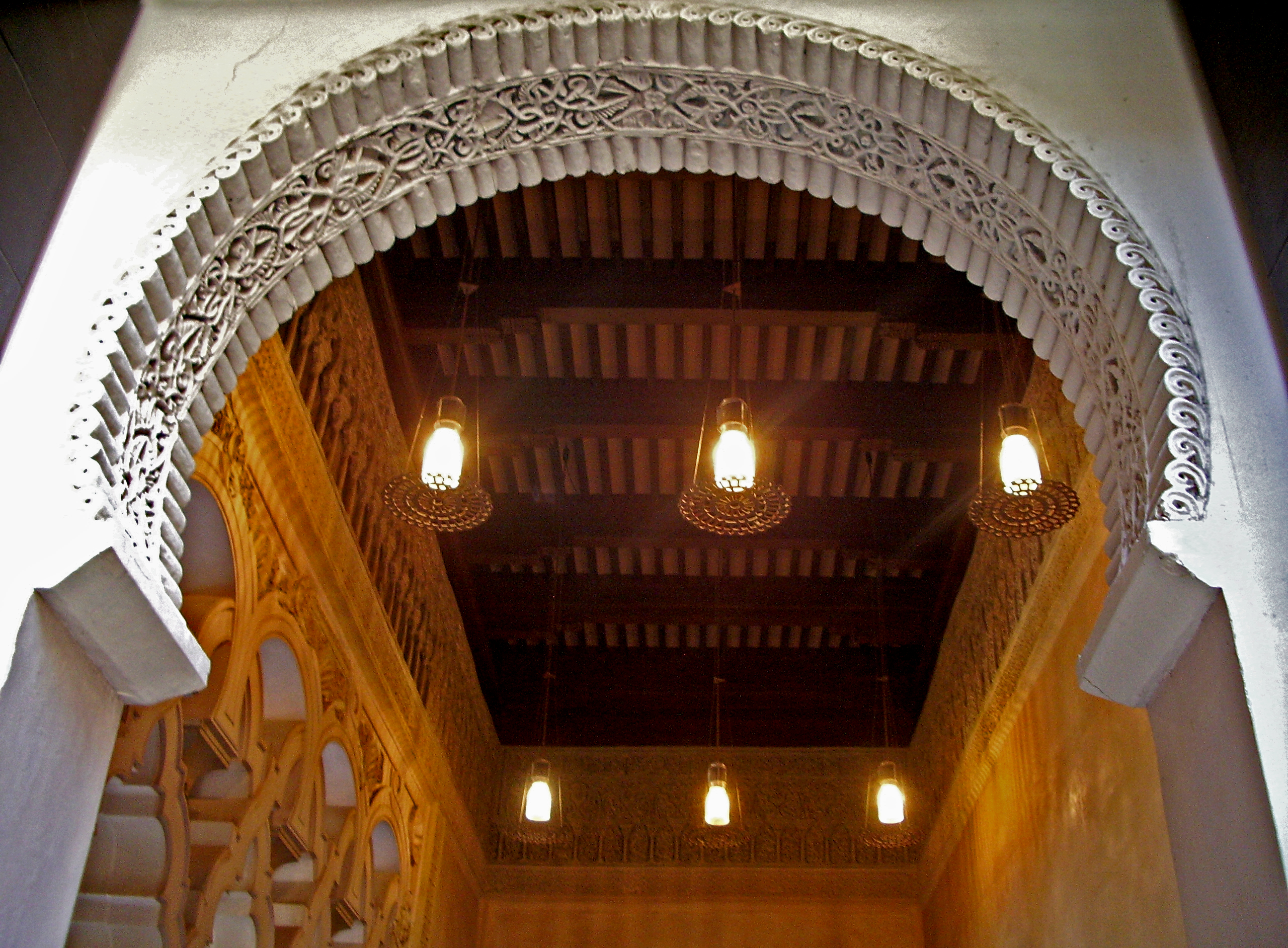
Vista de la techumbre del Salón Dorado desde la puerta de la alcoba oriental. Se aprecia el intradós del arco decorado con yeserías.

El Salón Dorado tenía en sus extremos este y oeste dos aposentos que fueron alcobas privadas posiblemente de uso regio. Hoy se ha perdido la alcoba del flanco occidental, que se usó como dormitorio real y utilizaron también los reyes aragoneses hasta el siglo XIV.
La mayoría de las yeserías de atauriques, que tapizaban con paneles decorativos labrados en yeso las paredes de estas estancias, así como un zócalo de alabastro de dos metros y medio de altura y los suelos de mármol blanco del palacio original, se han perdido. Los restos que se han conservado, tanto en museos como los escasos que se hallan en este salón regio, permiten, sin embargo, reconstruir el aspecto de esta decoración polícroma, que, en su día, debió ser espléndida.
Los techos, alfarjes en madera, reproducían el firmamento, y todo el salón era una imagen del cosmos, cuajada de símbolos del poder que sobre el universo celeste ejercía el monarca de Zaragoza, que aparecía así como heredero de los califas.
El acceso al Salón Dorado se efectúa a través de un lienzo con tres vanos. Uno central muy amplio, que conforman cinco columnas dobles de mármol con capiteles de alabastro islámicos muy estilizados que soportan cuatro arcos entrecruzados mixtilíneos, entre los cuales, en altura, se sitúan otros de herradura más simples.

#### El pórtico de entrada al Salón Dorado

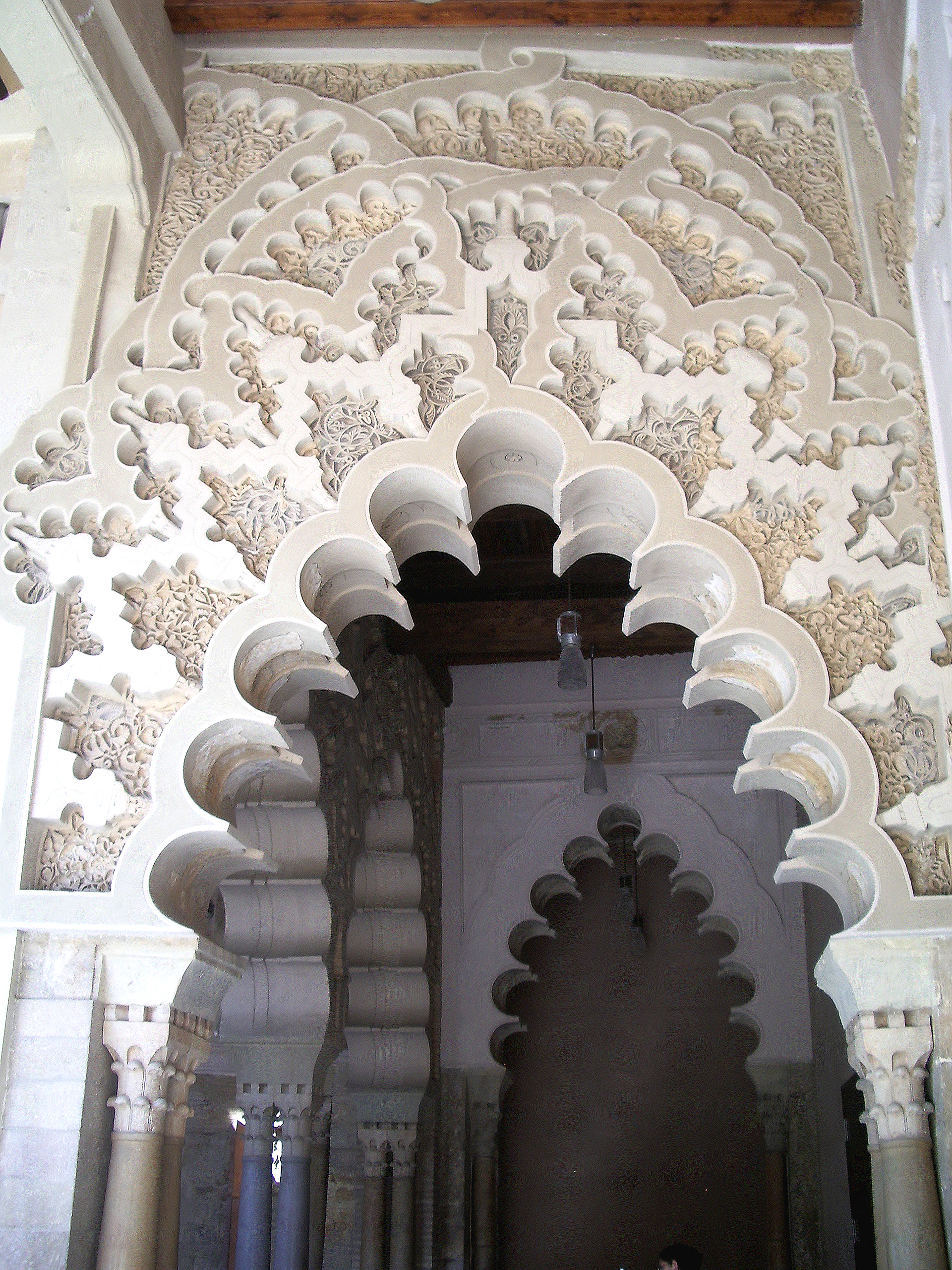
Arco del pórtico de entrada.

Hacia el sur, se encuentra otra dependencia de parecido tamaño que vierte al patio por un pórtico de grandes arquerías polilobuladas. De nuevo hay un espacio tripartito, y sus extremos este y oeste se prolongan perpendicularmente con dos galerías laterales a las que se accede mediante amplios arcos polilobulados y que rematan en el extremo de sus brazos en sendos arcos apuntados también polilobulados cuyo alfiz está decorado por complejas lacerías y relieves de atauriques.
Es de señalar que toda esta estructura busca una apariencia de solemnidad y majestad que la escasa profundidad de estas estancias no daría a un espectador que accediera al salón del rey. Además hay que tener en cuenta que toda la ornamentación de yeserías del palacio estaba policromada en tonos azules y rojos en los fondos y de oro en los atauriques. Entre las filigranas se advierte la representación de un ave, insólita figuración zoomorfa en el arte islámico que podría representar una paloma, un faisán o un símbolo del rey como ser alado.
Las trazas de arcos mixtilíneos entrecruzados son características de este palacio y se da por primera vez en La Aljafería, desde donde se difundirán a las futuras edificaciones islámicas.
Al costado oriental del pórtico se sitúa un espacio sagrado, la mezquita, a la que se accede a través de una portada inspirada en el arte califal y que se describe a continuación.

#### La mezquita y el oratorio

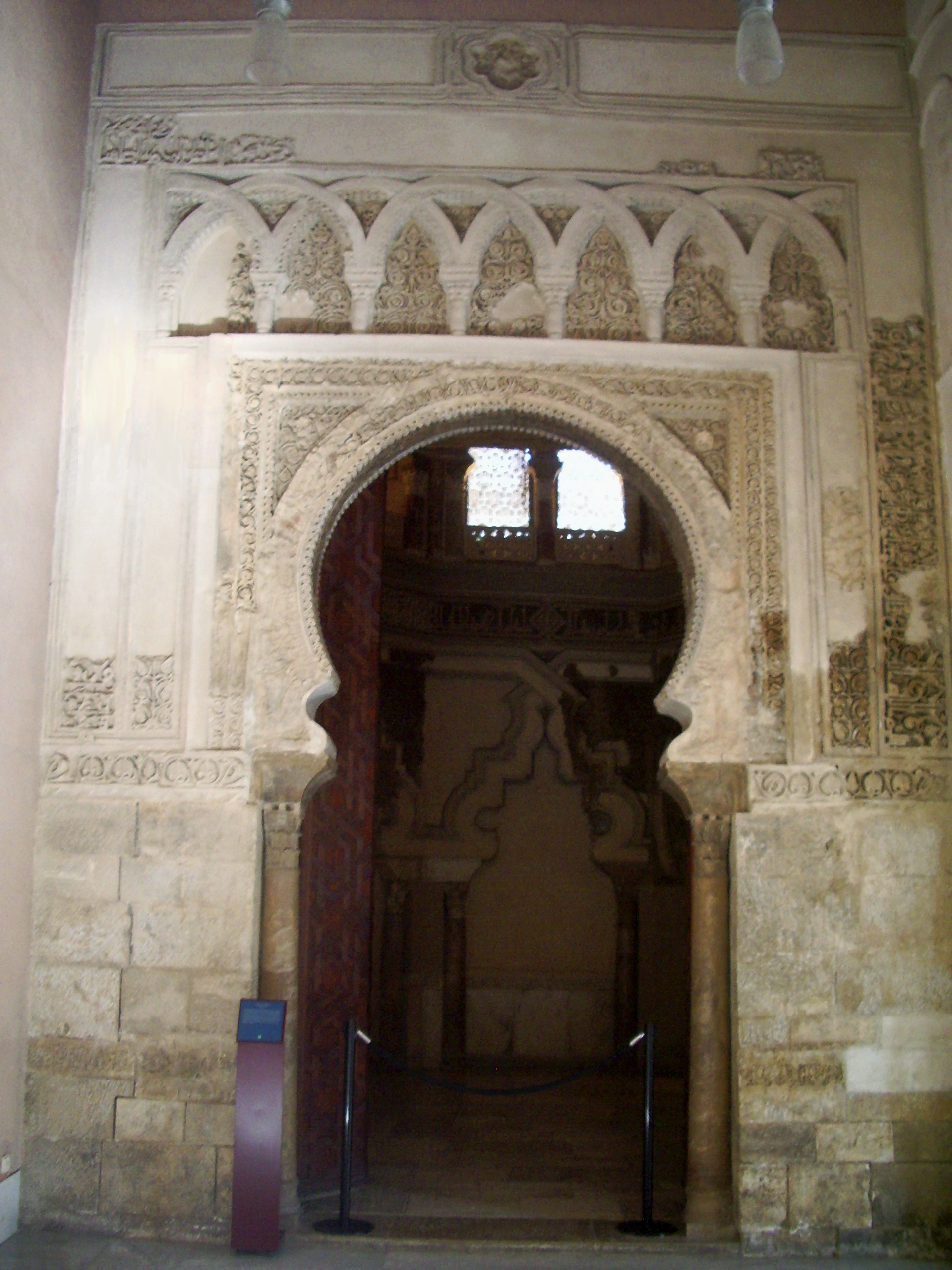
Portada de la mezquita.

En el extremo oriental del pórtico de entrada al Salón Dorado, se encuentra una pequeña mezquita u oratorio privado para uso del monarca y sus cortesanos. A ella se accede a través de una portada que acaba en un arco de herradura inspirado en la Mezquita de Córdoba pero con salmeres en forma de S, una novedad que imitará el arte almorávide y nazarí. Este arco se apoya en dos columnas con capiteles de hojas muy geometrizantes, en la línea de las realizaciones arte granadino de soluciones en mocárabe. Su alfiz está profusamente ornamentado con decoración vegetal y sobre él se dispone un friso de arcos de medio punto entrecruzados.
Ya en el interior del oratorio hay un espacio reducido de planta cuadrada pero con esquinas achaflanadas, que lo convierte en una falsa planta octogonal. En el sector sureste, orientado hacia La Meca, se sitúa el nicho del mihrab. Investigando el pavimento, se encontró otro pavimento, que confirmó la previa existencia de otro edificio, el cual se cree que podría ser califal. (Beltrán, A. (1970). La Aljafería. Ayuntamiento de Zaragoza).
El frontal del mihrab se conforma mediante un arco de herradura muy tradicional, de formas cordobesas y rosca de dovelas alternadas, unas decoradas con relieves vegetales y otras lisas (aunque en origen estuvieron adornadas con decoración pictórica), que recuerdan la rosca del mihrab de la Mezquita de Córdoba, si bien lo que allí fueron materiales ricos (azulejería de mosaicos al estilo bizantino), en Zaragoza -con menos fasto y presupuesto que la Córdoba califal- son estucos en yeso y policromía típica del alarifazgo morisco, decoración que se ha perdido casi en su totalidad en el Palacio. Siguiendo con el arco de la portada, un alfiz enmarca su trasdós, en cuyas albanegas aparecen rehundidas dos rosetas gallonadas, como también lo es la cúpula del interior del mihrab.

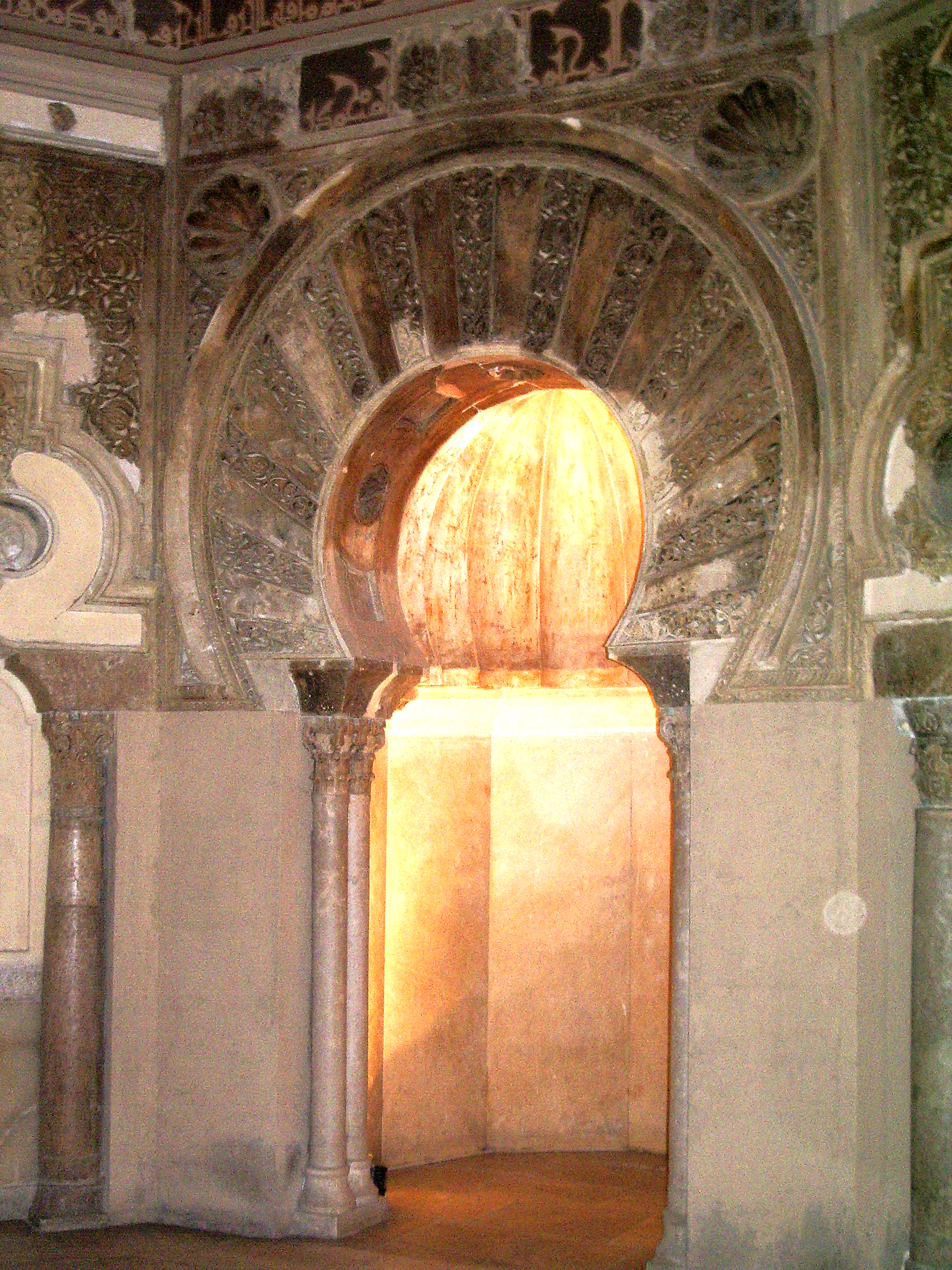
Interior del Oratorio. Frontal del mihrab.

El resto de los muros de la mezquita están decorados con arcos ciegos mixtilíneos enlazados y decorados en toda la superficie con atauriques vegetales de inspiración califal. Estos arcos se apoyan en columnas rematadas en capiteles de esbelto canastillo. Un zócalo de losas cuadradas de mármol recubre la parte inferior de los muros de la mezquita.
Todo ello se remata en alzado con una espléndida teoría de arquillos polilobulados entrecruzados, que, en este caso, no son ciegos en su totalidad, pues los de las esquinas en chaflán dejan ahora ver los ángulos de la estructura de planta cuadrada. Esta galería es la única que conserva restos de la decoración pictórica del siglo XI, cuyos motivos fueron rescatados por Francisco Íñiguez Almech tras retirar el encalado con que fueron cubiertos tras el paso de la Aljafería a capilla. Desgraciadamente, este restaurador, loable por haber salvado de la ruina al monumento, trabajó en una época de distintos criterios a los actuales, pues se proponía restituir todos los elementos a su aspecto original. Para ello repintó con pintura acrílica las huellas de restos islámicos, lo que hace a esta actuación irreversible y, por consiguiente, nunca veremos el, aunque muy desvaído, pigmento original.
La cúpula de la mezquita no se conservó, pues esa es la altura en la que se construyó el palacio de los Reyes Católicos; sin embargo, la característica planta octogonal hace pensar en que la solución siguiera al pie de la letra las existentes en la macsura de la mezquita de Córdoba, es decir, una cúpula de arcos de medio punto que se entrelazan formando un octógono en el centro. La propuesta de cubrimiento de Francisco Íñiguez es, sin embargo, en este caso, reversible, pues se trata de una cúpula desmontable de escayola. En 2006, Bernabé Cabañero Subiza, C. Lasa Gracia y J. L. Mateo Lázaro postularon que «los nervios de la bóveda [...] debían de tener la sección de arcos de herradura conformando un esquema de estrella de ocho puntas con una cúpula agallonada en el centro, como las existentes en las dos cúpulas laterales del transepto de la mezquita de Córdoba».

### El Patio de Santa Isabel

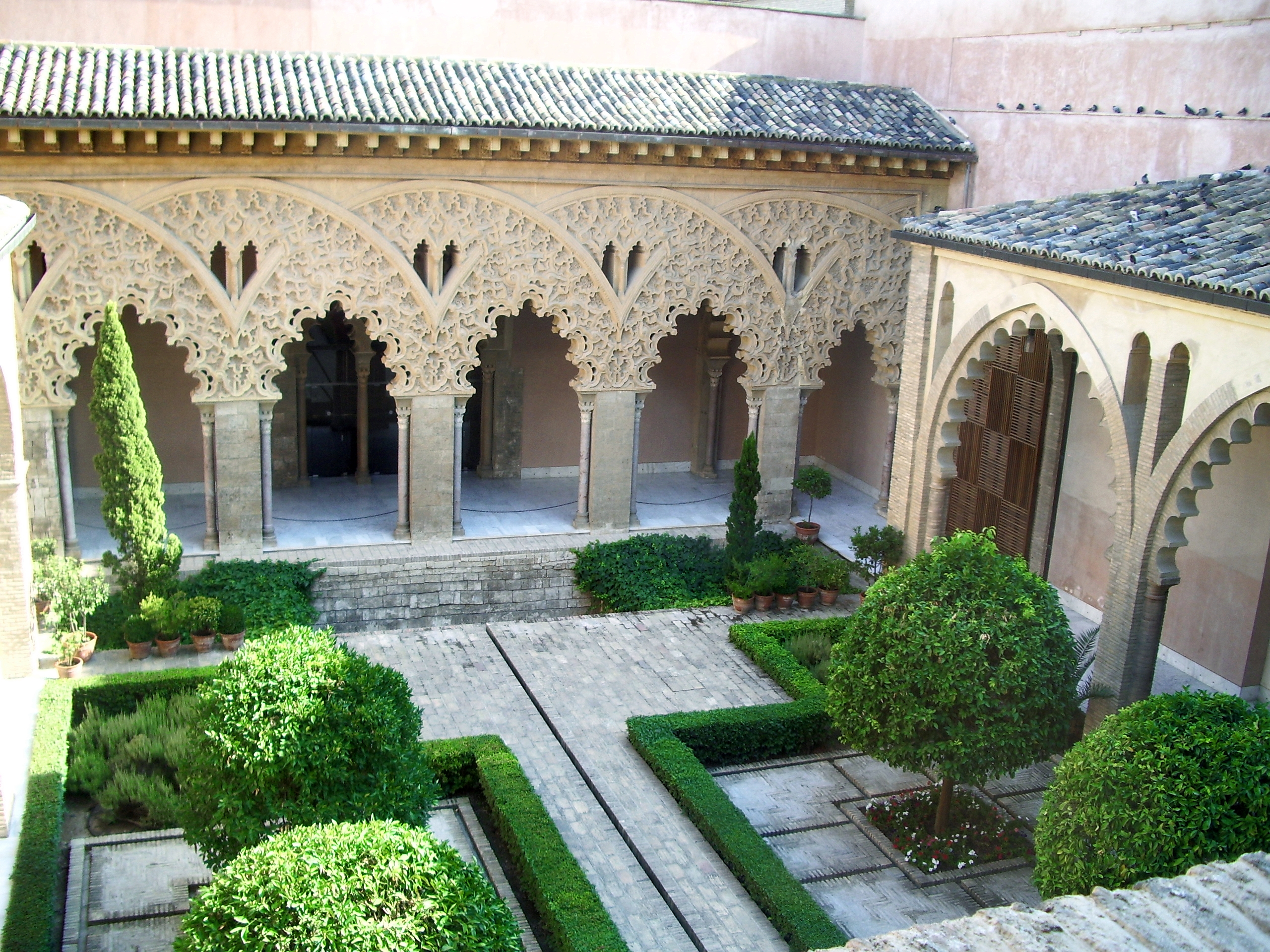
Patio de Santa Isabel.

Se trata del espacio abierto y ajardinado que unificaba todo el palacio taifal. A él vertían los pórticos norte y sur, y probablemente, habitaciones y dependencias situadas al este y oeste de este patio central.
Su nombre procede del nacimiento en la Aljafería de la Infanta Isabel de Aragón, que fue en 1282 reina de Portugal. Se ha conservado la alberca original del sur, mientras que la del frente septentrional, del siglo XIV, se ha cubierto con un suelo de madera. La restauración intentó dar al patio el esplendor original, y para ello se dispuso una solería de placas de mármol en los pasillos que rodean al jardín de naranjos y flores.
Las medidas originales del patio se estima que rondaron los 24 metros de ancho por 39 de largo, omitiendo los pórticos de los lados más cortos. En los lados más largos donde hoy se han dispuesto unas galerías que se abren al patio por medio de arcos de medio punto, en su origen no había ni pórticos, ni ningún elemento que se abriese al patio, por lo que la zona de acceso a este se encontraba en los lados cortos. (Beltrán, A. (1970). La Aljafería. Ayuntamiento de Zaragoza).
La arcada que se contempla mirando hacia el pórtico sur está restaurada mediante el vaciado de los arcos originales que están depositados en el Museo Arqueológico Nacional de Madrid y en el Museo de Zaragoza, los cuales debido a su mal estado de conservación, se cree que no podrán ser devueltos a su lugar de origen (Beltrán, A. (1970). La Aljafería. Ayuntamiento de Zaragoza). Suponen el mayor atrevimiento y distancia por su innovación con respecto a los modelos califales de las arquerías del lado norte.
Según Christian Ewert, quien ha estudiado durante quince años los arcos de la Aljafería, cuanto más relacionados con zonas nobles (Salón Dorado y Mezquita) están las ornamentaciones de las arcadas, más respeto tienen a la tradición cordobesa de la que parten.

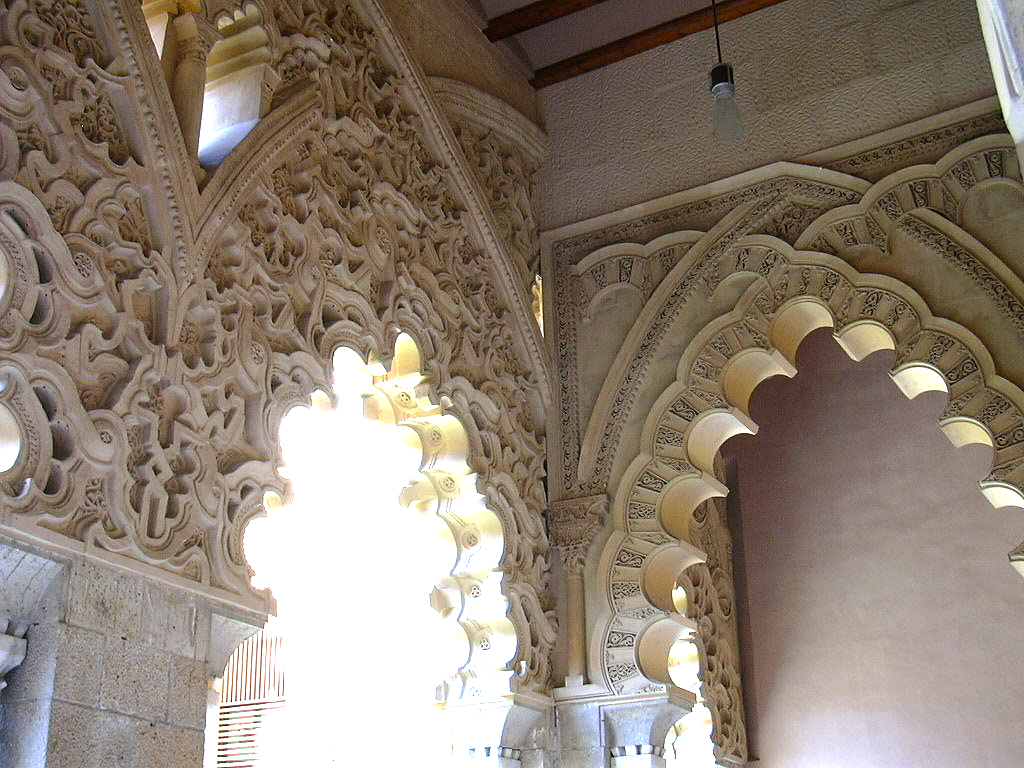
Detalle de los arcos del pórtico sur.

### Estancias del lado sur
Completando el recorrido por el palacio del siglo XI, se llega al pórtico sur, que consta de una arquería en su flanco meridional que da acceso a un pórtico con dos estancias laterales.
Este pórtico era la antesala de un gran salón sur que tendría la misma disposición tripartita del existente en el lado norte, y del cual solo queda la arquería de acceso de arcos mixtilíneos de decoración geométrica. Quizá en este sector meridional se den los mayores atrevimientos en cuanto a las arquerías, mediante el entrecruzamiento de formas lobuladas, mixtilíneas, e inclusión de pequeños relieves de fustes y capiteles con función exclusivamente ornamental.
La complejidad de lacerías, atauriques y labrados lleva a una estética barroquizante, que constituye un preludio de la filigrana del arte de la Alhambra y que son unas de las más bellas de todo el arte andalusí.

## El palacio de Pedro IV el Ceremonioso
Tras la toma de Zaragoza por Alfonso I el Batallador en 1118, la Aljafería fue habilitada como palacio de los reyes de Aragón y como iglesia, no siendo modificado sustancialmente hasta el siglo XIV con la actuación de Pedro IV el Ceremonioso (1336 – 1387).
Este rey amplió las dependencias palaciegas en 1336 y mandó construir la iglesia de San Martín en el patio de ingreso al alcázar. En esta época está documentado el uso de la Aljafería como lugar de partida del recorrido que llevaba a la Seo, donde los monarcas aragoneses eran solemnemente coronados y juraban los fueros.
Pedro IV acomete un verdadero plan de reconstrucción que afecta al edificio en su totalidad sin olvidar ninguno de los aspectos civiles, religiosos y militares del palacio. (Paulino, E. y Sobradiel, P. I. (2010). La Aljafería 1118 – 1583. El Palacio de los Reyes de Aragón. Inst. de Estudios Islámicos. p. 22).
Con la entronización de Pedro IV se inicia uno de los más brillantes períodos para la historia y la arquitectura del palacio. Efectivamente, es este rey quien convierte a la Aljafería en un símbolo de la monarquía aristocrática por él instaurada, produciéndose la primera transformación de importancia desde que deja de pertenecer a los árabes. (Paulino, E. y Sobradiel, P. I. (2010). La Aljafería 1118 – 1583. El Palacio de los Reyes de Aragón. Inst. de Estudios Islámicos. p. 22-23).
Los primeros frutos de su obra se recogen en 1339 con lo que debe entenderse como la reconstrucción de la capilla de San Martín, para la que encarga dos retablos al pintor barcelonés Ferrer Bassa. También ordena al merino Palacín que haga representar el emblema heráldico de su primera esposa, la reina María de Navarra, en el crucero de la nueva capilla real, de manera que figurase junto al escudo del monarca. (Paulino, E. y Sobradiel, P. I. (2010).

### La iglesia de San Martín
La iglesia de San Martín aprovecha los lienzos del ángulo noroeste de la muralla, hasta el punto de que se usó uno de sus torreones como sacristía y dio nombre al patio que da acceso al recinto taifal.
Desde el patio de San Martín se pasa al patio del Trovador y, de este al de Santa Isabel. En él está resumida la historia del palacio de la Aljafería, desde las construcciones árabes del siglo XI hasta las obras cuarteleras actuales, pasando por las alteraciones cristianas, góticas y mudéjares y por la majestuosa obra de los Reyes Católicos. (Beltrán, A. (1970). La Aljafería. Ayuntamiento de Zaragoza).
La fábrica, de estilo gótico-mudéjar, consta de dos naves de tres tramos cada una, en origen orientadas al este y apoyadas en dos pilares con semicolumnas adosadas en la mitad de las caras del pilar, cuya sección se recuerda en los cuadrilóbulos que albergan el escudo de armas del rey de Aragón en las albanegas de la portada, que es ya de la primera década del siglo XV y en la que nos detendremos más adelante.

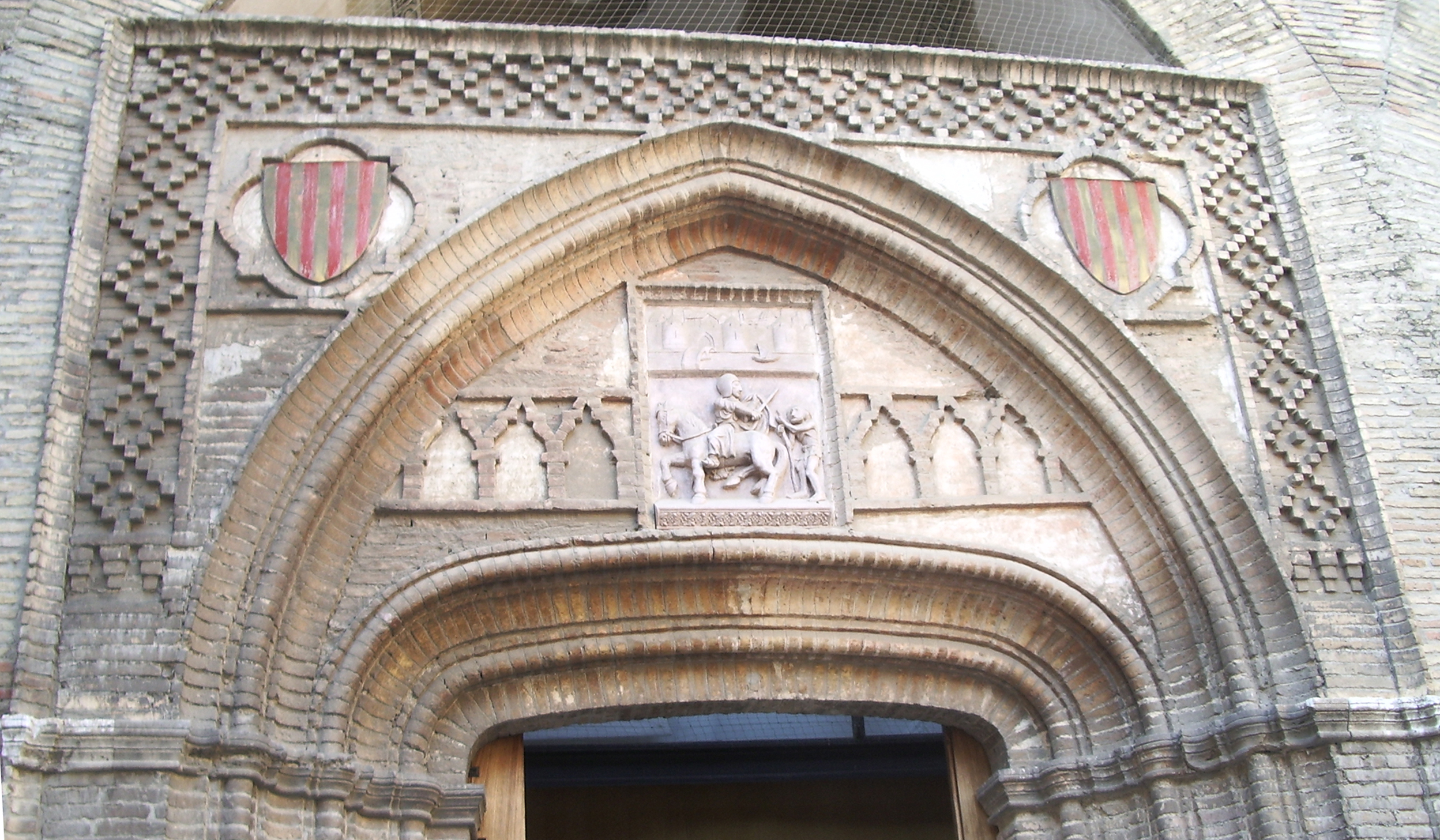
Portada de época de Martín I el Humano (1399-1410).

Las bóvedas de estas naves, de crucería simple, se alojan sobre arcos formeros y perpiaños apuntados, en tanto que los diagonales son de medio punto. En los vértices de las bóvedas aparecen florones con los escudos de armas de la monarquía aragonesa. De su decoración solo se conservan fragmentos del recubrimiento pictórico y unos arcos agramilados mixtilíneos directamente inspirados en el palacio musulmán.
Resalta en el exterior la portada mudéjar de ladrillo referida con anterioridad, construida en tiempo de Martín I el Humano y abierta en el último tramo de la nave sur.
La entrada es una puerta gótico-mudéjar posterior. Esta portada se articula mediante un arco carpanel muy rebajado, cobijado por otro apuntado de mayores dimensiones. Enmarcando ambos, un doble alfiz decorado con motivos taqueados formando paños de rombos.
En las albanegas aparecen dos medallones cuadrilobulados que albergan escudos con la imagen de la insignia del rey de Aragón. En el tímpano resultante entre los arcos se dispone una banda de arquillos ciegos mixtilíneos entrecruzados, que de nuevo remiten a las series del palacio hudí. Esta franja se ve interrumpida por un recuadro que aloja un relieve incorporado recientemente.
La iglesia fue remodelada en el siglo XVIII, anteponiéndole una nave y cubriendo por tanto la portada mudéjar antes descrita. Los pilares y muros se remozaron y enlucieron al estilo neoclásico. Toda la reforma fue eliminada durante las restauraciones de Francisco Íñiguez, aunque por la documentación fotográfica existente, se sabe que había una esbelta torre que ahora aparece con remate almenado inspirándose en el aspecto de la iglesia mudéjar, y en el siglo XVIII culminaba con un curioso chapitel bulboso. La torre de corte neoclásico se demolió, que cabalgaba sobre otra árabe con pequeños arcos de herradura, que sobresalía un poco de las murallas, almenada, que había macizado para soportar la carga y que se está vaciando para hacerla accesible por una escalera interior. (Beltrán, A. (1970). La Aljafería. Ayuntamiento de Zaragoza. p. 26).

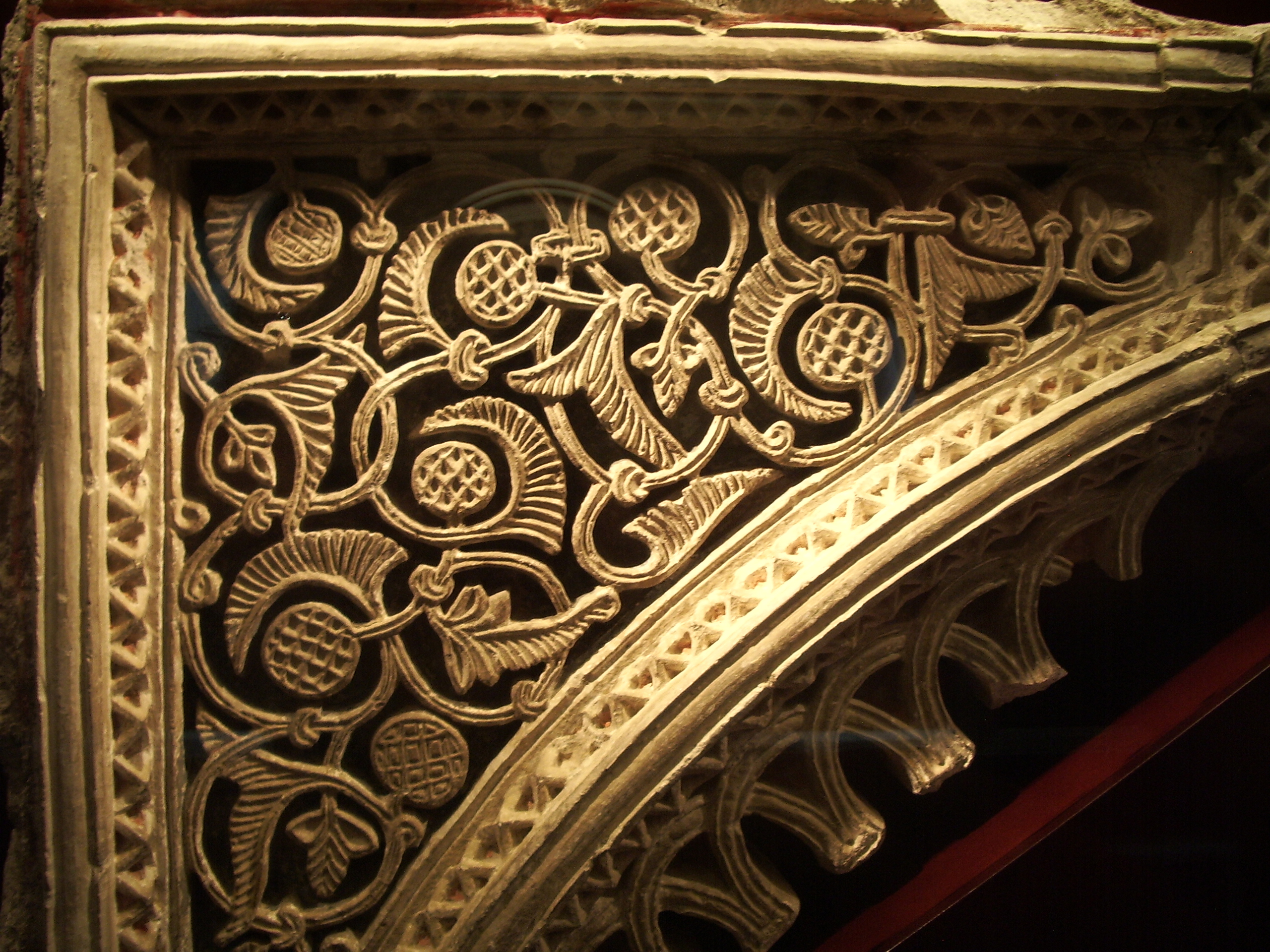
Alfiz y enjuta mudéjares del s. XIV. Palacio de Pedro IV.

### El palacio mudéjar
El palacio gótico nació a consecuencia de las modificaciones que los reyes cristianos ordenaron en el monumento árabe, aunque hacía tres cuartos de siglo, aproximadamente, que se había sido construido, pero los salones árabes siguieron siendo utilizados y provocando admiración de los reyes aragoneses. (Beltrán, A. (1970). La Aljafería. Ayuntamiento de Zaragoza).
No se trata de un palacio independiente, sino de la ampliación del palacio musulmán que todavía estaba en uso. Pedro IV trataba de dotar de salas más amplias, comedores y dormitorios a la Aljafería, pues las alcobas taifales se habían quedado pequeñas para el uso del Ceremonioso.
Estas nuevas salas se agrupan sobre el sector norte del palacio andalusí, a distintos niveles de altura. Esta nueva fábrica mudéjar fue extraordinariamente respetuosa con la construcción preexistente, tanto en planta como en alzado, y la integran tres amplios salones de planta rectangular cubiertos por extraordinarios aljarfes o techos mudéjares de madera.
En el año 1348, la peste negra azora la ciudad, por lo que las cortes se trasladan a Teruel. Aunque el rey no se olvida de su palacio y otorga un poder para conseguir por diferentes medios los recursos necesarios para las obras de la Aljafería. Uno de estos modos fue incautar los bienes de los condenados a muerte, pero también se compraron huertas y posesiones que se hallaban contiguas al palacio. (Paulino, E. y Sobradiel, P. I. (2010). La Aljafería 1118 – 1583. El Palacio de los Reyes de Aragón. Inst. de Estudios Islámicos).
También de esta época es la arquería occidental de arcos apuntados del Patio de Santa Isabel, intradosados en arcos lobulados, y una pequeña alcoba de planta cuadrada y cubierta con una cúpula octogonal de madera y una curiosa puertecilla de entrada en arco apuntado de intradós lobulado circunscrita en un finísimo alfiz, cuya enjuta se engalana de ataurique. Esta puerta conduce hacia una triple logia de arquillos de medio punto. La alcoba está ubicada en el bloque constructivo situado encima de la mezquita.
Años más tarde, cuando Pedro IV consigue cierta estabilidad política se continúan con las obras del palacio. Además, hay numerosos documentos que confirman la existencia de salas habilitadas para los animales, para las fieras. (Paulino, E. y Sobradiel, P. I. (2010). La Aljafería 1118 – 1583. El Palacio de los Reyes de Aragón. Inst. de Estudios Islámicos).
El año 1356 es importante para el reino, puesto que comienza la guerra con Castilla, y para la Aljafería, porque a pesar del conflicto las obras experimentan un importante incremento y gozan de una dedicación real constante. (Paulino, E. y Sobradiel, P. I. (2010). La Aljafería 1118 – 1583. El Palacio de los Reyes de Aragón. Inst. de Estudios Islámicos. p. 26).

## El palacio de los Reyes Católicos

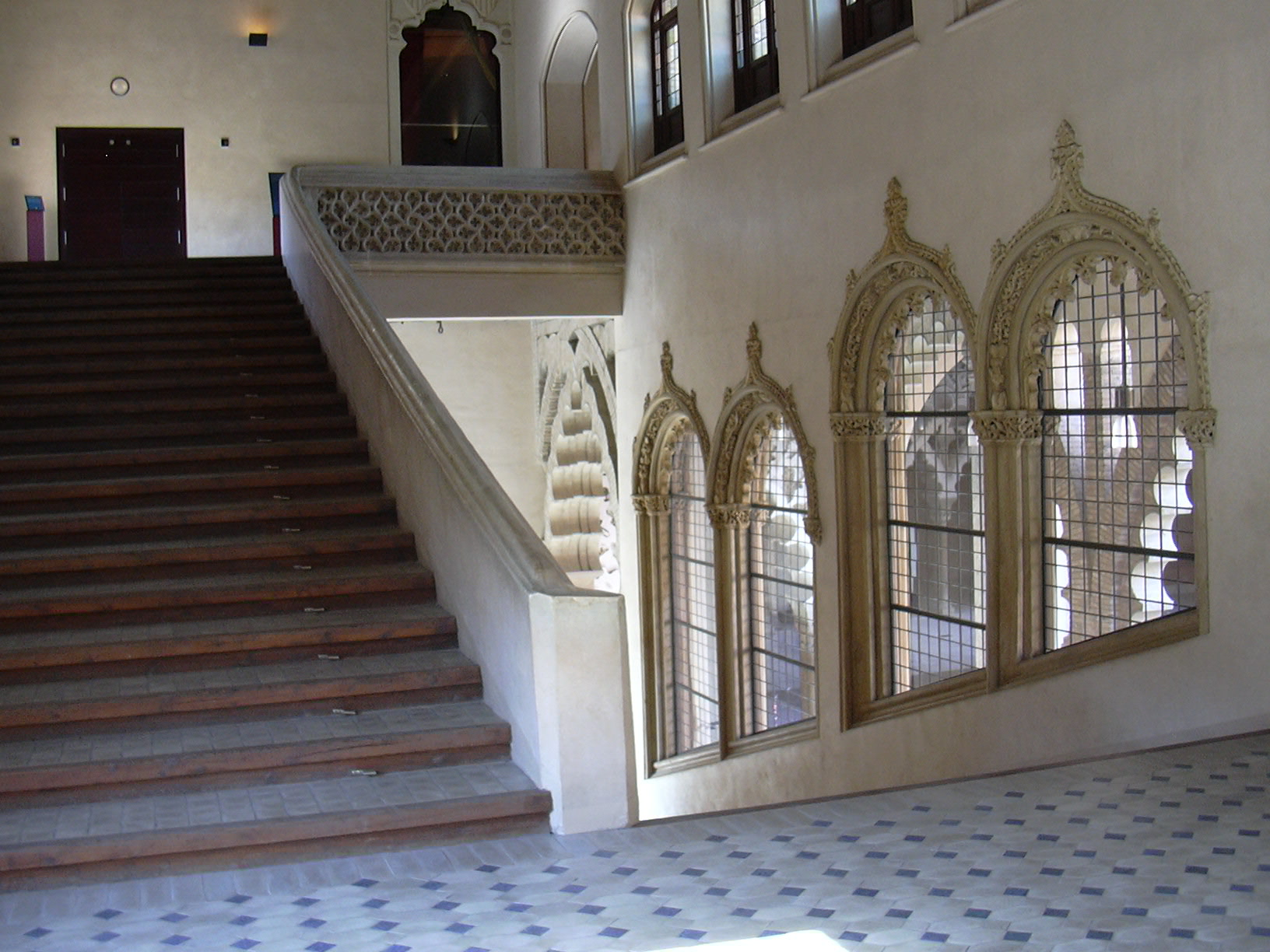
Escalera.

En los últimos años del siglo XV los Reyes Católicos ordenan construir un palacio para uso real sobre el ala norte del recinto andalusí, configurando una segunda planta superpuesta a la del palacio existente. La edificación rompía las partes altas de las estancias taifales, donde se insertaron las vigas que sustentarían el nuevo palacio.
La reforma que ordenó Fernando el Católico, terminada en 1492, multiplicó la belleza de la Aljafería. Además, los salones y cámaras quedaron intactos. Se enmarcaron ostentosos artesonados y alfarjes en el palacio. El nuevo palacio es posterior a la empresa del descubrimiento de América y a la conquista de Granada, pero a pesar de esto, los Reyes Católicos no habitaron en la Aljafería ni celebraron actos importantes, aunque sí recibieron a viajeros o huéspedes ilustres. (Beltrán, A. (1970). La Aljafería. Ayuntamiento de Zaragoza).
Las obras están fechadas entre 1488 y 1495 y en ellas siguieron participando maestros de obras moriscos, como Faraig y Mahoma de Gali, que, al igual que sucedió con Pedro IV (Yucef y Mohamat Bellito) mantuvieron la tradición de los alarifes del mudéjar en la Aljafería.
Al palacio se accede subiendo la escalera noble o escalera de gala desde el patio de Santa Isabel, una monumental construcción integrada por dos amplios tramos con pretiles de yeserías geométricas caladas iluminada por ventanales de medio punto angrelados de menuda decoración de hojas y tallos de raigambre gótica e influencias mudéjares, rematados en croché sobre la clave de los arcos. En los escudos que hay en estas escaleras en algunos aparecen una granada y en otros no, puesto que la ciudad a la que se refiere fue conquistada mientras se llevaba a cabo la reforma. (Beltrán, A. (1970). La Aljafería. Ayuntamiento de Zaragoza).
El techo, grandioso, como en el resto de las dependencias palaciegas, se cubre con soberbias bovedillas de revoltón transversales dispuestas entre las jácenas, vigas grabadas, y están decoradas con pintura al temple en oro y azul con motivos iconográficos relativos a los Reyes Católicos: el yugo y las flechas, el mote de <<tanto monta>>, alternan con recuadros de decoración en grisalla de grutescos y candelieri, que anuncia la decoración típica del Renacimiento.

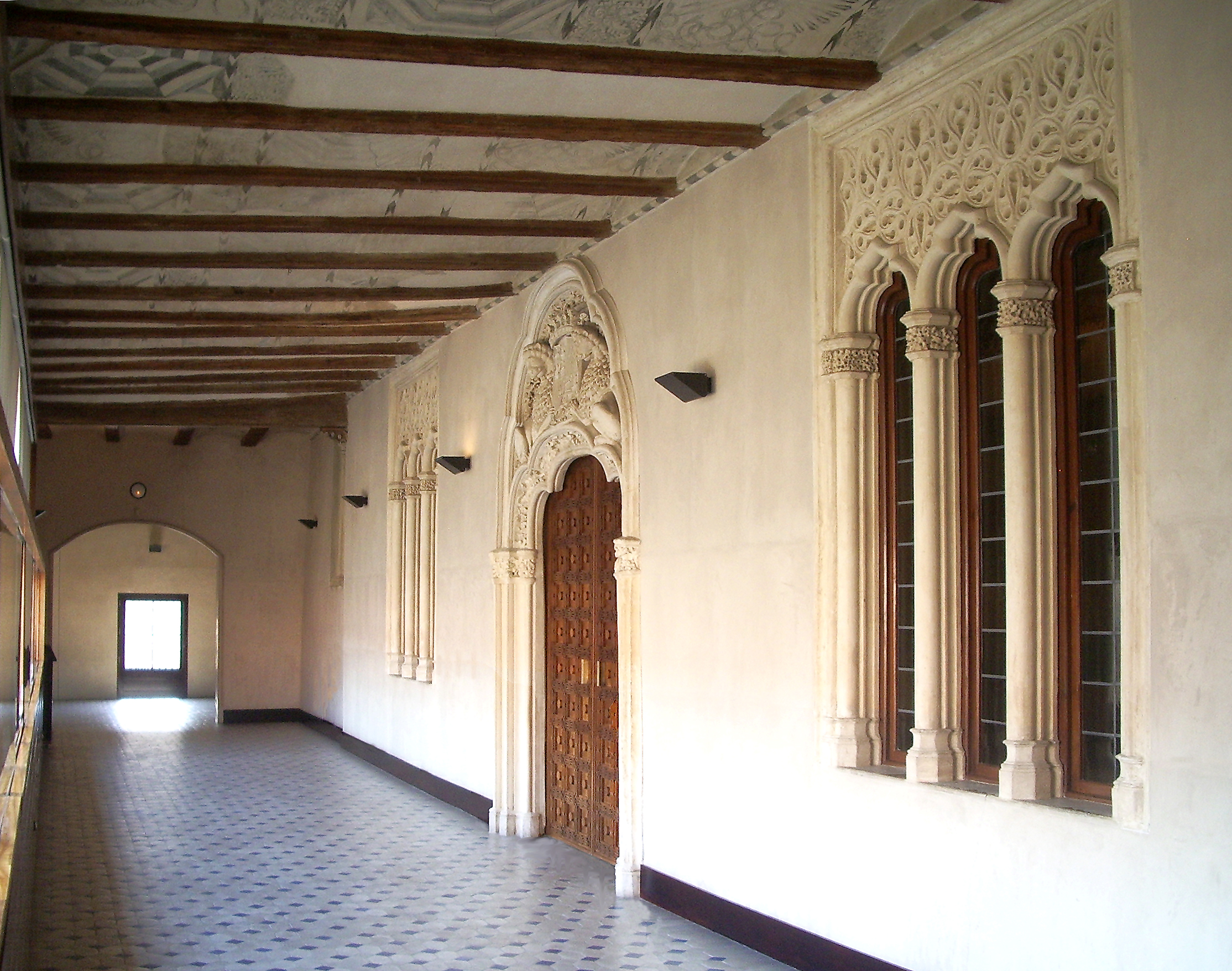
Corredor de acceso a las salas nobles del Palacio de los Reyes Católicos. A la derecha, portada de la entrada principal.

La escalera da acceso a un corredor en la planta primera que comunica con las dependencias palaciegas propiamente dichas. Se abre a una galería de columnas de fuste torso que descansan sobre zapatas con relieves antropomorfos en sus extremos. Para apoyar este mirador y el resto de las nuevas dependencias fue necesario seccionar las zonas altas de los salones taifales del siglo XI y disponer ante el pórtico norte cinco potentes pilares octogonales que, junto a unas arquerías apuntadas tras ellos, forman un nuevo antepórtico que une los dos pabellones perpendiculares andalusíes antedichos.
Destaca la portada principal de acceso al salón del trono: de arco rebajado trilobulado, guarnecido con un tímpano de cinco lóbulos, en cuyo centro aparece representado el escudo de la monarquía de los Reyes Católicos, en el que figuran los blasones de los reinos de Castilla, León, Aragón, Sicilia y Granada, sostenido por dos leones tenentes. El resto del campo decorativo se acaba con una delicada ornamentación vegetal de factura calada, que reaparece en los capiteles corridos de las jambas. Toda la portada está trabajada en yeso endurecido, que es el material predominante a cara vista en los interiores de la Aljafería, pues los artesanos mudéjares perpetúan los materiales y técnicas habituales en el islam.
En el mismo paramento escoltan el ingreso dos amplios ventanales de triple arco mixtilíneo con celosías caladas sobre sus claves, gracias a los cuales se ilumina el espacio interior de las salas regias.
Una vez recorrido el espacio de la galería, se disponen varias salas que anteceden al gran Salón del Trono, que son denominadas «salas de los pasos perdidos». Se trata de tres pequeñas habitaciones de planta cuadrada comunicadas entre sí por grandes ventanales calados con celosías que dan al patio de San Martín, y que servían de antesalas de espera para quienes iban a ser recibidos en audiencia por los reyes. En todas estas hubo un propósito de riqueza y ostentación destinado a impresionar a los visitantes.
Actualmente ha desaparecido la tercera sala, con lo cual se ha roto la continuidad de circulación alrededor del salón del trono.
Ponen estas tres salas en relación con Santa Isabel, suponiendo que eran habitaciones reales y se las llamaba <<alcoba>>, <<sala o gabinete>> y <<antesala>> de la santa. Hay otra teoría que desmiente que aquí naciera la infanta de Portugal, aunque exista una placa de mármol que diga esto, puesto que fue construido casi doscientos años después del nacimiento de esta.

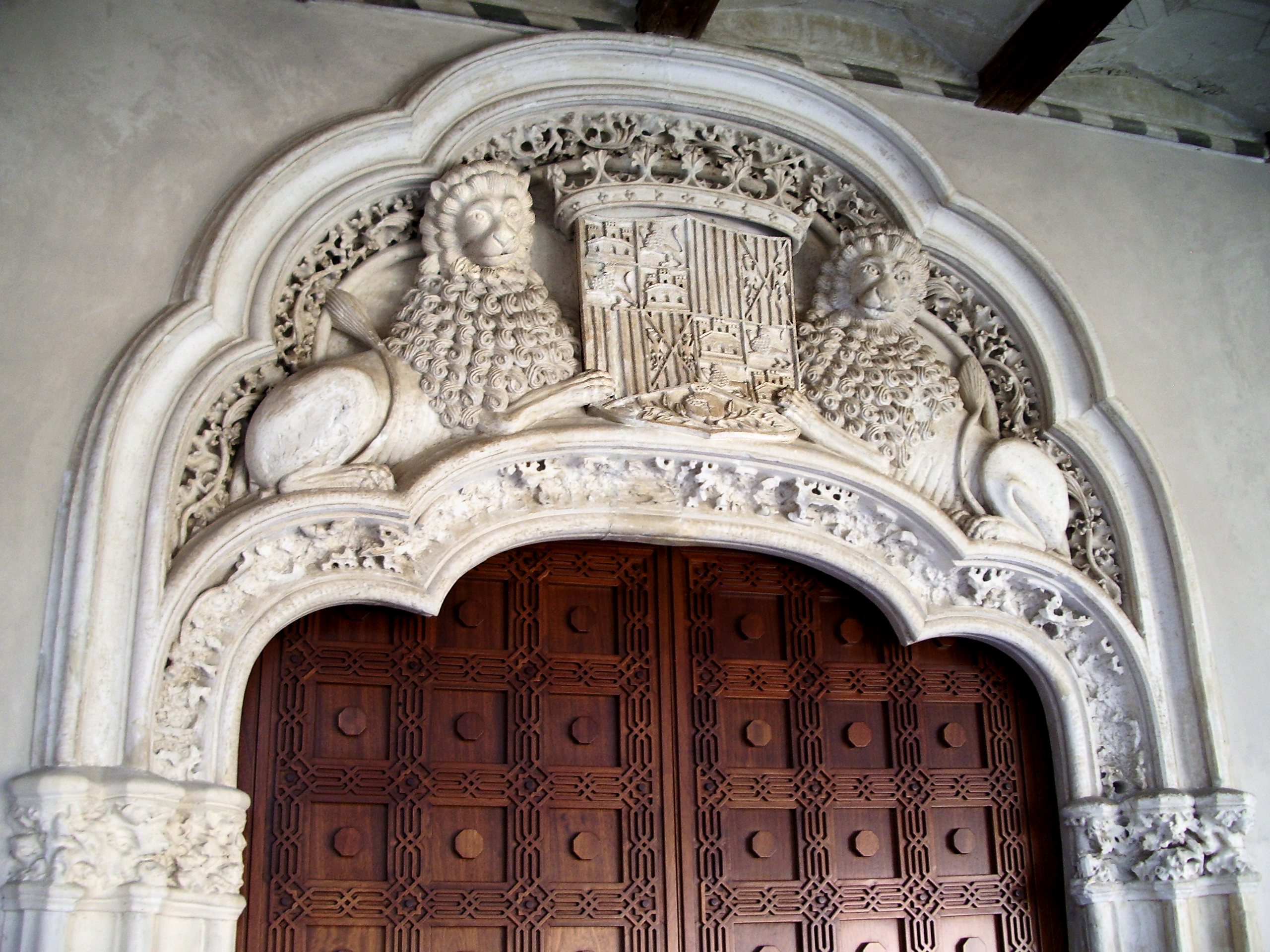
Arco de la portada principal.

En nuestros días solo dos son visibles, pues la tercera se vio clausurada al reponer la cúpula de la mezquita. Su techumbre se trasladó a una dependencia contigua al salón del trono.
Uno de los elementos más estimables de estas salas son sus solerías, que en origen eran azulejos cuadrados y alfardones hexagonales de cerámica vidriada en colores, formando caprichosas cenefas. Fueron elaborados en los históricos alfares de Muel (Zaragoza) a fines del siglo XV. De los fragmentos conservados se ha partido para restaurar el suelo en su totalidad con cerámica que imita la forma y disposición de la antigua solería, aunque no su calidad de reflejos vidriados.
El otro elemento destacable son sus excelsas techumbres estilo mudéjar-reyes católicos, constituidas por tres magníficos taujeles de carpinteros mudéjares aragoneses. Estos techos presentan retículas geométricas de madera posteriormente tallada, pintada y sobredorada con pan de oro, entre cuyas molduras ostentan los conocidos motivos heráldicos de los Reyes Católicos: el yugo, las flechas y el nudo gordiano unido al clásico lema «Tanto monta» (para deshacer el nudo gordiano, tanto monta cortarlo como desatarlo, según la conocida anécdota atribuida a Alejandro Magno), así como un buen número de florones de hojarasca rematados con piñas pinjantes.

### El salón del trono
Es una sala rectangular de 20 metros de largo por 7,65 de anchura y 8,25 de alto, situada sobre la sala gótica que ocupó el espacio del pórtico Norte del «patio de Santa Isabel», reforzando las arquerías y disponiendo pilastras para sostener el conjunto a pesar de lo cual fallaron los muros, como se ve en una sección del siglo XVIII. (Beltrán, A. (1970). La Aljafería. Ayuntamiento de Zaragoza). Su nombre se debe al nacimiento de la infanta Isabel de Aragón en la Aljafería, que fue en 1282 reina de Portugal.
Más complejo y difícil de describir es la magnificencia y suntuosidad del techo que cubre el Salón del Trono. Sus dimensiones son muy considerables (20 metros de longitud por 8 de anchura) y su artesonado está sustentado por gruesas vigas y traviesas que se decoran con lacerías que en las intersecciones forman estrellas de ocho puntas, al tiempo que generan treinta grandes y profundos casetones cuadrados.
En el interior de estos casetones se inscriben octógonos con un florón central de hojarasca rizada que rematan en grandes piñas colgantes que simbolizan la fertilidad y la inmortalidad. Todo fue labrado y dorado completamente, fuera del salón, y colocado después con grandes clavos. Este techo se reflejaba en el suelo, que reproduce los treinta cuadrados con sus respectivos octógonos inscritos. Los ladrillejos del suelo se han restaurado de la misma forma que los originales, pero sin vidriar, y se han trasladado los que había en el testero del salón, donde se ha colocado ahora una tarima de madera. El dibujo del pavimiento reproduce, en esquema geométrico, el del techo. (Beltrán, A. (1970). La Aljafería. Ayuntamiento de Zaragoza. p. 103).

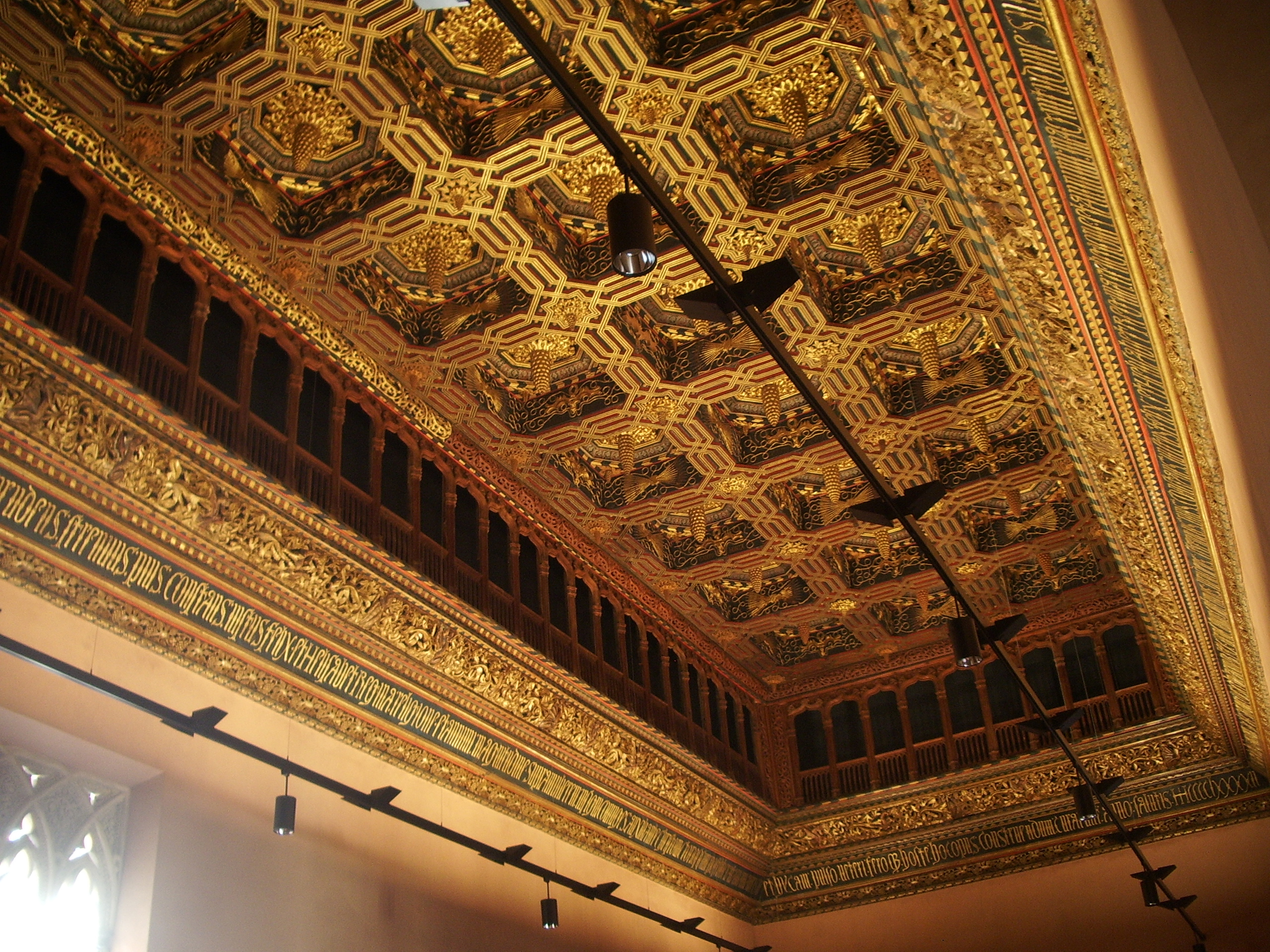
Techumbre del Salón del Trono.

Bajo el artesonado discurre una airosa galería de arcos conopiales transitable y con antepechos calados desde la que los invitados podían contemplar las ceremonias regias. Para terminar, toda esta estructura se apoya en un arrocabe con molduras en nacela labradas con temas vegetales y zoomorfos (cardina, pámpanos, frutos de vid, dragones alados, animales fantásticos...), y, en el friso que rodea todo el perímetro del salón, aparece una leyenda de caligrafía gótica que reza: 

Ferdinandus, Hispaniarum, Siciliae, Sardiniae, Corsicae, Balearumque rex, principum optimus, prudens, strenuus, pius, constans, iustus, felix, et Helisabeth regina, religione et animi magnitudine supra mulierem, insigni coniuges, auxiliante Christo, victoriosissimi, post liberatam a mauris Bethycam, pulso veteri feroque hoste, hoc opus construendum curarunt, anno salutis MCCCCLXXXXII.

La traducción de esta inscripción es: 

Fernando, rey de las Españas, Sicilia, Córcega y Baleares, el mejor de los príncipes, prudente, valeroso, piadoso, constante, justo, feliz, e Isabel, reina, superior a toda mujer por su piedad y grandeza de espíritu, insignes esposos victoriosísimos con la ayuda de Cristo, tras liberar Andalucía de moros, expulsado el antiguo y fiero enemigo, ordenaron construir esta obra el año de la Salvación de 1492.

Esta inscripción, o lo que cupo de ella, corría también por los frisos de los otros salones reales.
Además, algunas de las piñas del artesonado se han dejado sin labrar que reponían las que faltaban en el techo, y se han dorado para evitar que llamen la atención dentro del conjunto.
El salón estuvo iluminado por tres arañas, seguramente de hierro, en las que se colocarían velas, que colgaban del techo mediante sendas pequeñas poleas, que aún se conservan, y que servirían para bajarlas y encenderlas y subirlas hasta la altura deseada. (Beltrán, A. (1970). La Aljafería. Ayuntamiento de Zaragoza. p. 108).
El salón está restituido tal y como era el antiguo en aspecto, es de notar que no había ninguna chimenea, no existió en esta sala; y que las paredes, en la parte donde no hay puertas ni ventanas, son completamente lisas, puesto que debieron estar adornadas por tapices de las colecciones reales o del cabildo de Zaragoza. (Beltrán, A. (1970). La Aljafería. Ayuntamiento de Zaragoza).
Actualmente se ha abierto una comunicación del «salón del trono» con lo que debieron ser habitaciones de los palacios gótico y del siglo XV, a través del «despacho del rey» y de la estancia del rellano de la gran escalera, quedando todavía una serie de cámaras y salas en el lado Norte pendientes de investigación y restauración, ya que las estancias que acabamos de describir son, solamente, las de gran aparato y recepción, pero no las que servían para la vida diaria. (Beltrán, A. (1970). La Aljafería. Ayuntamiento de Zaragoza. p. 108).

## Época moderna y contemporánea
A comienzos de 1486 la zona del Patio de San Martín se destina a sede del Tribunal del Santo Oficio de la Inquisición y se habilitan dependencias aledañas al patio para alojar a los oficiales de este organismo. Es probable que sea este el origen del uso como prisión de la Torre del Trovador. En algunos libros aparece el año 1485.
Este organismo estuvo alojado en la Aljafería hasta que en 1706 se trasladó a la plaza del Carmen y, tras varios cambios de sede, en 1759 al palacio de Villahermosa, en la calle de Predicadores; no es atrevido suponer que cuando se celebraron tales cambios es porque el edificio de la Aljafería debía estar en malas condiciones, que se aumentarían con el abandono, quedando en ruina parcial hasta la instalación de los cuarteles. (Beltrán, A. (1970). La Aljafería. Ayuntamiento de Zaragoza. p. 111).
La nueva función (que se prolongaría hasta los años iniciales del siglo XVIII) desencadenó un suceso que culminaría con un proyecto de reforma emprendido bajo el mandato de Felipe II por el que se convertiría de aquí en adelante en una base militar. Se hicieron numerosas obras en la Aljafería para convertirla en ciudadela. En 1591, en los acontecimientos conocidos como Alteraciones de Zaragoza, el perseguido secretario del rey Felipe II, Antonio Pérez se acogió al Privilegio de Manifestación contemplado por el fuero de Aragón con el fin de eludir a las tropas imperiales. Sin embargo, el Tribunal de la Inquisición tenía jurisdicción sobre todos los fueros de los reinos, y, por esa causa, fue recluido en calabozos de la sede inquisitorial de la Aljafería, lo que provocó un levantamiento del pueblo ante lo que consideraron una violación del derecho foral, y acudieron al asalto de la Aljafería para rescatarlo. Tras la contundente actuación del ejército real, la revuelta fue sofocada, y Felipe II decidió consolidar la Aljafería como una ciudadela fortificada bajo su autoridad en prevención de revueltas similares.
El diseño de la obra, que consistió en una edificación militar «a la moderna», fue encargado al ingeniero militar sienés, Tiburzio Spannocchi. Este construyó un conjunto de habitáculos adosados a los muros sur y este que ocultaban los torreones ultrasemicirculares en su interior, aunque en la fachada este no afectó a los que flanqueaban la puerta de entrada y de estos en adelante. Rodeando todo el edificio, se levantó un muro almenado que dejaba en el interior un espacio de camino de ronda y que remataba en sus cuatro esquinas en cuatro baluartes de traza pentagonal, cuyos arranques se pueden contemplar en la actualidad. Todo el conjunto estaba circundado por un foso de veinte metros de anchura, reexcavado en 1982 por iniciativa del arquitecto Ángel Peropadre Muniesa, que se salvaba mediante dos puentes levadizos en los flancos este y sur. El aspecto de esta nueva planta se refleja en el plano de la Aljafería tal y como lo conocemos tras la última restauración finalizada en 1998.
La Aljafería de Spannocchi se mantuvo sin cambios sustanciales hasta 1705, en que debido a la Guerra de Sucesión Española fue alojamiento de dos compañías de tropas francesas que llevó a un recrecimiento de los parapetos de la muralla baja del foso efectuado por el ingeniero militar Dezveheforz.[¿quién?]
Pero la transformación decisiva como acuartelamiento se produjo en 1772 por iniciativa de Carlos III, en la que se remodelaron todas las fachadas al modo en que se presenta actualmente la occidental, y que convirtió los espacios interiores en dependencias para los soldados y oficiales que se alojaban en el edificio. En el tercio oeste del palacio se configuró un amplio patio de armas al que vierten las habitaciones de las distintas compañías, realizadas con sencillez y funcionalidad, siguiendo el espíritu racionalista de la segunda mitad del XVIII y el fin práctico a que se destinaron las zonas construidas entonces. Solo quedó pendiente la adición en 1862 de cuatro torreones neogóticos, de los que han llegado a nuestros días los situados en la esquina noroccidental y suroccidental.
La parte militar la constituía un gran foso, con escarpa y contraescarpa y una fortificación de cuatro cortinas construidas a barbeta sobre el muro de la escarpa que avanza formando camino cubierto y un paseo que recorre todo el perímetro. El foso se franqueaba delante de la puerta principal por un puente de ladrillo, sustituido después por otro de madera con rastrillo. (Beltrán, A. (1970). La Aljafería. Ayuntamiento de Zaragoza. p. 114-115).
La reforma de Felipe V puso al castillo en condiciones de albergar unos 3.000 hombres, más como cuartel que como fortaleza y, en definitiva, dañó poco las estructuras esenciales. (Beltrán, A. (1970). La Aljafería. Ayuntamiento de Zaragoza. p. 117).
Fue precisamente a mediados del siglo XIX cuando Mariano Nougués Secall dio la voz de alarma por el deterioro que presentaban los restos andalusíes y mudéjares del palacio en su informe de 1845 titulado Descripción e historia del castillo de la Aljafería, un riguroso estudio en el que se instaba a preservar este valioso conjunto histórico-artístico. Incluso la reina Isabel II aportó fondos para la restauración,  debido a que en julio de 1845 visitó la Aljafería y sabemos que por este motivo se blanquearon las estancias y algunas se limpiaron, y se creó una comisión en 1848 para emprenderla; pero en 1862 la Aljafería pasó de propiedad del Patrimonio Real a manos del Ministerio de la Guerra, lo que abortó su restauración y agravaría los daños producidos. Se trató de que no quedase nada en pie del viejo palacio árabe, ni siquiera de la mezquita.
Tomó entonces el castillo el aspecto cuartelero que ha tenido hasta hace poco, con cuatro torreones angulares, monótono exterior de ladrillo con tres plantas sobre las que sobresalía la torrecita, construida o remozada entonces; el Parque de Artillería convirtió los salones reales en depósitos de armas y todo se enmascaró y cambió; la torre del Trovador fue aposento del maestro armero y calabozos. De tanta desolación quedó muy poco y en muy poco tiempo se olvidaron hasta los nombres de las salas de <<los mármoles>>, de la <<Chimenea>>, de los <<Paramentos>>, de las <<Jarras>>, ya que ni siquiera se hicieron planos o se tomaron notas de lo destruido. (Beltrán, A. (1970). La Aljafería. Ayuntamiento de Zaragoza. p. 119).
El deterioro continuó hasta que en 1947 el arquitecto Francisco Íñiguez Almech emprendiera, prácticamente en solitario, la tarea de su restauración integral, en la que estuvo ocupado hasta su muerte en 1982.
En los años 1960 se usó como cuartel militar, y se cubrió de yeso el decorado.
En 1984, la comisión parlamentaria creada para buscar una sede definitiva a las Cortes de Aragón recomendó ubicar el parlamento autonómico en el palacio de la Aljafería y el Ayuntamiento de Zaragoza (propietario del edificio) acordó ceder gratuitamente parte del complejo para ello por un plazo de 99 años. 
De esta manera las operaciones de restauración tomaron un nuevo impulso con las actuaciones de Ángel Peropadre, Juan Antonio Souto (en labores arqueológicas), y, a partir de 1985, de Luis Franco Lahoz y Mariano Pemán Gavín, que llevaron a cabo el proyecto final de restauración de la Aljafería para la ubicación en él de la sede de las Cortes de Aragón.
Acabadas las obras, la Aljafería fue inaugurada como monumento histórico artístico en 1998 por el príncipe Felipe de Borbón.
‘’Hospital, sede de la Inquisición, y ahora, epicentro de la democracia aragonesa, el proceso para rescatar aquel soñado palacio islámico comenzó muchos años antes de que se constituyeran las Cortes de Aragón y su reforma no estuvo acabada hasta el año 1998. "Un proceso de rescate que comenzó en los años 50 y que lo inició el profesor y arquitecto Francisco Íñiguez, que va eliminando partes del antiguo cuartel y recuperando ese palacio islámico perdido y soñado que estaba debajo del cuartel", explicaban los arquitectos de la obra final, Mariano Pemán y Luis Franco.
La reforma costaría más de 200 millones de pesetas, lo que equivaldría, ahora, a un 1.200.000 euros. El resultado es un edificio en el que conviven múltiples estilos y que comparte su uso parlamentario con el turístico.’’

## Webgrafía
- Universidad de Zaragoza. (2024). Zaguan. Repositorio Institucional de Docu-mentos.
- Farré, M. (21 de abril de 2023). La Aljafería, desde sus inicios como sede parlamentaria a ahora: "Rescatamos aquel soñado y perdido palacio islámico". Cadena SER.